# المسيحية في أذربيجان
تُشكّل المسيحية في أذربيجان ثاني أكثر الديانات انتشاراً بين السكان بعد الإسلام؛ وتترواح نسبة المسيحيون بين 3% إلى 4.8% من السكان (حوالي 450,000)، ووفقًا لدراسة قامت بها مركز بيو للأبحاث عام 2010 يعيش في أذربيجان حوالي 280,000 مسيحي، في حين أنَّ 150,000 مسيحي أرمني يعيش في جمهورية مرتفعات قرة باغ وهي جمهورية مستقلة غير معترف بها.
أبرز الكنائس المسيحيَّة في البلاد هي الكنيسة الروسيَّة الأرثوذكسيَّة والكنيسة الجورجيَّة الأرثوذكسيَّة والكنيسة الرومانيَّة الكاثوليكيَّة والكنيسة اللوثريَّة الپروتستانتيَّة، وأغلب المسيحيين في أذربيجان ذوي أصول روسيَّة أو جورجيَّة أو أرمينيَّة. في الآونة الأخيرة هناك أعداد متزايدة من المسيحيين من العرقيَّة والإثنيَّة الآذريَّة وهم في الغالب من المتحولين من الإسلام إلى المسيحية. كما ويعيش في البلاد مجتمع مسيحي شرقي من عرقيّة الأودي وهم أعضاء في كنيسة ألبانيا القوقازية.
يعود الوجود المسيحي في الأراضي الأذربيجانيَّة إلى العصور المسيحيَّة المبكرة، وفي عام 252 م حوَّل الساسانيون ألبانيا القوقازية إلى دولة تابعة بينما اعتنق الملك أرناير المسيحية رسمياً كدين الدولة في القرن الرابع. وتشهد عشرات الأديرة التي بنيت في مرتفعات قرة باغ عبر القرون على الحيوية التاريخية للحياة الكنسيَّة الأرمنيَّة الأرثوذكسيَّة هناك. على الرغم من الفتوحات العديدة من طرف الساسانيين والبيزنطيين ظلت ألبانيا القوقازية كياناً في المنطقة حتى القرن التاسع. طردت الخلافة الأموية الإسلامية كلاً من الساسانيين والبيزنطيين من منطقة القوقاز وحولت ألبانيا إلى دولة تابعة بعد مقاومة مسيحية قادها الأمير جافانشير والتي قمعت في سنة 667. على الرغم من خضوع مرتفعات قرة باغ للحكم الفارسي والعربي في القرن السابع، إلا أن العديد من الأراضي الأرمنيَّة، بما في ذلك مرتفعات قرة باغ، كانت محكومة من قبل النبلاء الأرمن. وبقي القسم الأعظم من الأرمن على المسيحية واحتفظت الكنيسة بإستقلاليَّة كبيرة، وقد احتفظ الأرمن بشعور قوي بالهوية القومية تجسد في اللغة الأرمنية والكنيسة الأرمنية، وظلّ الإسلام محصوراً في المجتمع الأذري. خلال العصور الوسطى وتحت حكم آل حسن جلاليان المسيحية الأرمنية عرفت المنطقة فترة من السلام والازدهار النسبي والثراء النسبي، وتطور الفن والأدب والثقافة المسيحية خلال هذه الحقبة، وعلى الرغم من إخلاص الأسرة للمسيحية، فقد انتشر تأثير المسلمين وثقافتهم في المنطقة وأثر على ثقافة وعادات وأسماء المسيحيين الذين يعيشون في أذربيجان وجورجيا وأرمينيا، خاصةً بعد غزو السلاجقة الأتراك القوقاز.
في القرن التاسع عشر ضُمت أذربيجان الحالية إلى الإمبراطورية الروسية، وخلال تلك الحقبة كانت باكو تأوي جمهرةً واسعة من الروس والأرمن والألمان، الأمر الذي انعكس على ثقافتها وجعل منها ثقافةً متنوِّعة حتى ذلك الحين. كانت الجاليّة الأرمنيّة الأرثوذكسيّة في باكو تُشّكل إحدى المراكز الثقافيّة والاقتصادية والسياسيّة والنخبوية في القوقاز في النصف الثاني من القرن التاسع عشر. حيث كان غالبيّة مالكين حقول النفط من الأرمن، وشغل الكثير منهم وظائف كتجار ومدراء صناعيين ومسؤولين حكوميين. بعد انهيار الإمبراطورية الروسية تعرض المسيحيين الأرمن إلى مذابح في شوشا، وفي فترة العهد السوڤييتي تم اضطهاد المسلمين والمسيحيين وتعرضوا لسياسة قمع واضطهاد وفرض الفكر الإلحادي. أدَّى النزاع حول إقليم قره باغ بين أرمينيا وأذربيجان بدايةً من شهر يناير عام 1990م، إلى قيام البرنامج المناهض للوجود الأرمني في البلاد، وطُردوا إينما وجدوا وارتكب الأذربيجانيّون العديد من المجازر بحق الأرمن، ومنذ عام 1990 تشهد البلاد هجرة مسيحية واسعة النطاق للسكان ذوي الأصول الروسية إلى خارج البلاد.

## تاريخ

### العصور القديمة

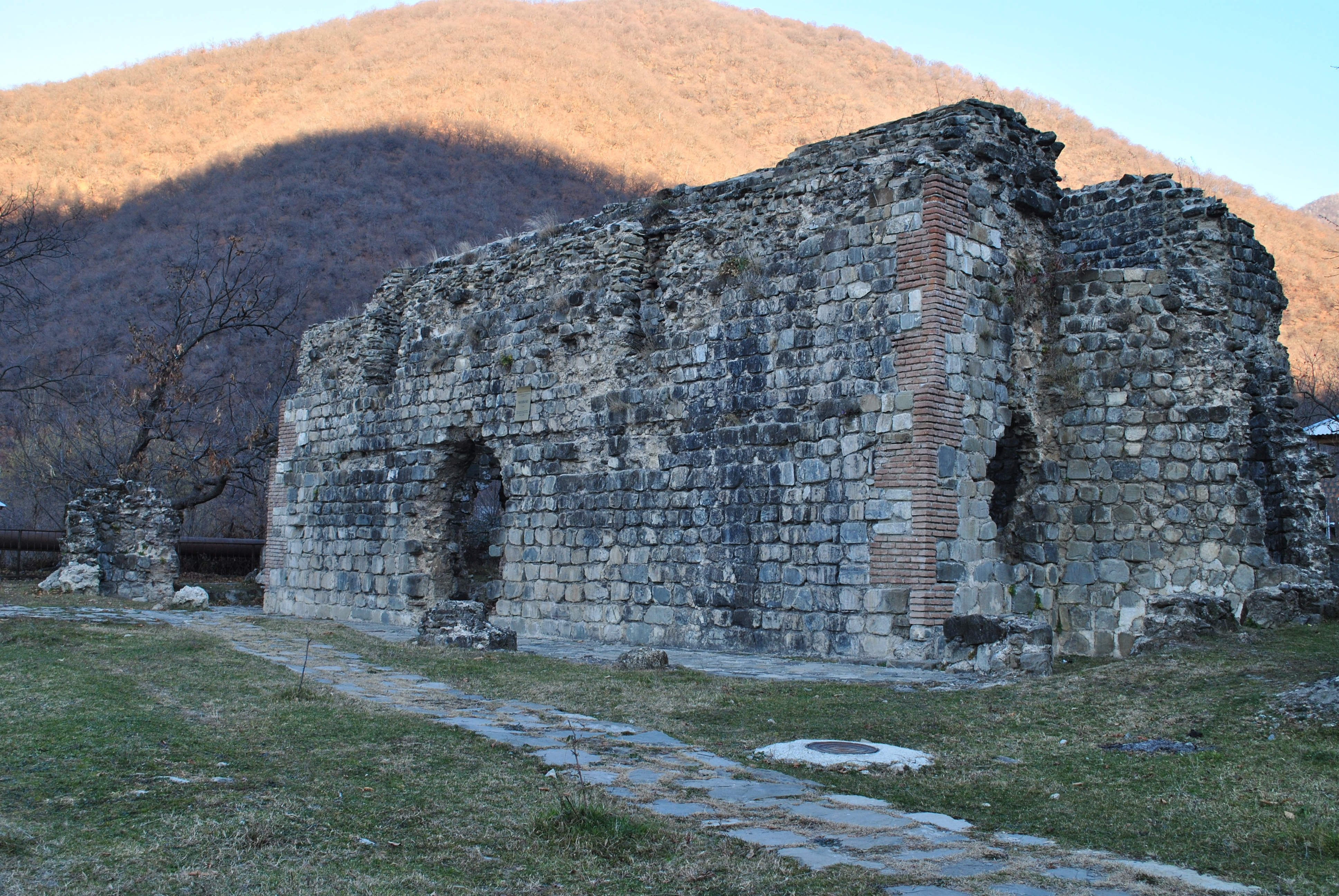
آثار بازليكا قرية قم.

في عام 252 م حول الساسانيون ألبانيا القوقازية إلى دولة تابعة بينما اعتنق الملك أرناير المسيحية رسميًا كدين الدولة في القرن الرابع. على الرغم من الفتوحات العديدة من طرف الساسانيين والبيزنطيين ظلت ألبانيا كيانًا في المنطقة حتى القرن التاسع. طردت الخلافة الأموية الإسلامية كلاً من الساسانيين والبيزنطيين من منطقة القوقاز وحولت ألبانيا إلى دولة تابعة بعد مقاومة مسيحية قادها الأمير جافانشير والتي قمعت في سنة 667.
كتب المؤرخون الأرمن في العصور الوسطى، مثل مفسس خوريناتسي وموفسيس كاغانكاتفاتسي، أنَّ سكان ألبانيا القوقازية تحولوا إلى المسيحية في القرن الرابع الميلادي بجهود غريغوري المُنور في أرمينيا. قبل الملك الملك أرناير المسيحية وعُمد من قبل غريغوري المنور. وأنتشرت المسيحية في ألبانيا القوقازية تدريجيًا، وظل جزء كبير من الألبانيين والفرس على دين الزرادشتية حتى الفتح الإسلامي. بعد الإطاحة ب نرسيس في عام 705، قررت النخبة الألبانية القوقازية إعادة تقليد وجود الكاثوليكوس الذي رسمه بطريرك أرمينيا، كما كان الحال قبل 590. ويُعتبر هذا الحدث عموما إلغاء كنيسة ألبانيا القوقازية، واندماجها داخل جسم الكنيسة الرسولية الأرمنية.
وصلت المسيحية إلى عصرها الذهبي في أواخر القرن الخامس تحت حكم فاتشاجان المتدين (حكم 487-510)، والذي شن حملة ضد عبادة الأوثان والسحر في ألبانيا القوقازية وأثبط انتشار الزرادشتية، أما أولئك الذين نشروا عبادة الأوثان عوقبوا جسديًا أو استعبدوا أو نُبذوا. وقام الملك فاتشاجان شخصيًا بترتيب نقل أطفالهم إلى المدارس وتربيتهم المسيحية. قام بدور نشط في إضفاء الطابع المسيحي على ألبان القوقاز وتعيين رجال الدين في جميع أنحاء المملكة. وبناءً على أوامره، تم اكتشاف موقع دفن غريغوري المُنور وتكريمه. في عام 488، استدعى الملك فاتشغان مجلس أغوين في مقر إقامته الصيفي بالقرب من مارتاكيرت الحاليَّة. خلال المجلس، تم اعتماد إحدى وعشرين فقرة مخطوطة تضفي طابعًا رسميًا على الجوانب المهمة في هيكل الكنيسة ووظائفها وعلاقتها بالدولة ووضعها القانوني وتنظمها.
تحولت القبائل الألبانية القوقازية هيريتي إلى الأرثوذكسية الشرقية من قبل دينار، ملكة هيريتي في القرن العاشر. إن الشؤون الدينية لهذه الإمارة الصغيرة أدرتها الكنيسة الجورجية الأرثوذكسية رسميًا. وفي عام 1010، أصبحت هيريتي تستوعب في مملكة كاخيتي الجورجية المجاورة. في نهاية المطاف في أوائل القرن الثاني عشر، أصبحت هذه الأراضي جزءًا من المملكة الجورجية تحت حكم ديفيد الرابع الذي كان مسيحيًا متدينًا وصديقا لرجال الكنيسة، وراعيًا للثقافة المسيحية.

### العصور الوسطى

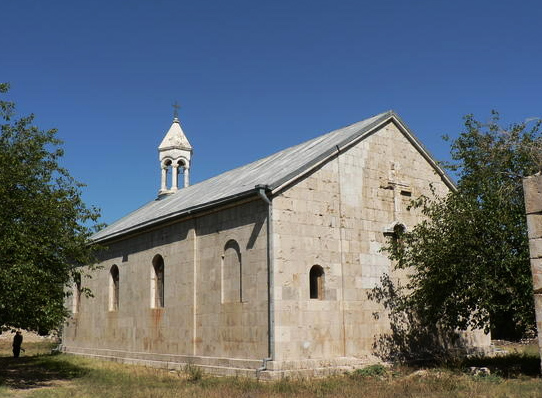
دير أماراس؛ وكان من المراكز الثقافيَّة والروحيَّة المسيحيَّة في البلاد.

تمكن المسلمون من فتح باكو وكامل أذربيجان بعد أن هزموا الفرس في عدَّة وقعات، وكان الفتح الإسلامي لباكو في عهد الخليفة الراشد الثاني عمر بن الخطَّاب الذي أرسل حُذيفة بن اليمان إلى تلك الأصقاع لإتمام فتحها. أدى الفتح الإسلامي للقوقاز إلى تفكك شديد في كنيسة ألبانيا القوقازية، وبحلول القرن الحادي عشر، كانت هناك بالفعل مساجد في بارتاو وقابالا وشاكي، وهي المدن التي كانت العقيدة المسيحية الألبانية القوقازية سائدة فيها. بعد الصفويين، حكم المنطقة الأسر الحاكمة الإيرانية: الأفشار والزُند ولفترة وجيزة من قبل القاجار. مع ذلك، وتحت السيادة الفارسية برزت خانات ذاتية الحكم. وأشار المستشرق والأكاديمي فاسيلي بارتولد إلى المؤرخ الفارسي في القرن الخامس عشر حمد الله مستوفي قزويني، حيث كان يتحدث عن وجود كنيسة أرمنية قديمة في باكو، وذكر عبد الراشد الباكوفي في القرن الخامس عشر في كتاباته أن معظم سكان باكو كانوا من المسيحيين.
وتحت حكم آل حسن جلاليان المسيحية الأرمنية عرفت المنطقة فترة من السلام والازدهار النسبي والثراء النسبي، وتطور الفن والأدب والثقافة المسيحية خلال هذه الحقبة، وعلى الرغم من إخلاص الأسرة للمسيحية، فقد انتشر تأثير المسلمين وثقافتهم في المنطقة وأثر على ثقافة وعادات وأسماء المسيحيين الذين يعيشون في جورجيا وأرمينيا، خاصةً بعد غزو السلاجقة الأتراك القوقاز. أُنشأت الكثير من الحصون داخل باكو وحولها طيلة الفترة الممتدة من القرن الثاني عشر حتى القرن الرابع عشر، نظرًا لكون هذه الفترة من أكثر عصور العالم الإسلامي اضطرابًا، فقد نشبت خلالها الحروب الصليبيَّة ووقع الغزو المغولي للبلاد الإسلاميَّة بما فيها القوقاز. وتعامل أهل المدينة بالتجارة مع تجَّار البندقيَّة وجنوة والقبيلة الذهبيَّة ودوقيَّة موسكو المسيحيين.
وعاش الأرمن الأرثوذكس في منطقة مرتفعات قرة باغ منذ فترة العصور القديمة. وأصبحت قرة باغ جزءًا من المملكة الأرمنية كمقاطعة أرتساخ. في القرن الرابع عشر، ظهرت قيادة أرمنيَّة محليَّة، تتألف من خمس سلالات نبيلة يقودها الأمراء، الذين يحملون لقب ميليكس. حافظ ميليكس الأرمن على السيطرة على المنطقة حتى القرن الثامن عشر. في أوائل القرن السادس عشر، انتقلت السيطرة على المنطقة إلى السلالة الصفوية، التي أنشأت مقاطعة غانجا-قرة باغ. وعلى الرغم من هذه الفتوحات، بقي معظم سكان قرة باغ العليا إلى من الأرمن المسيحيين إلى حد كبير. في بداية الحكم الصفوي، كان هناك 200,000 مسيحي ألباني قوقازي في مقاطعات فارتاشين، وقابالا، وقاخ، وزقاتالا، ومينجشافور، وشاكي. بعد إنشاء خانية شاكي في المنطقة تعرضت الكنائس الخلقيدونية والأرمنية لاضطهاد شديد خلال القرنين السابع عشر والثامن عشر وأجبرت الكثير من القبائل الألبانية القوقازية إلى اعتناق الإسلام قسراُ. واندمجت القبائل الألبانية القوقازية الأخرى في الكنيسة الأرمنية الرسولية وتبعوا كرسي كاثوليكوس إتشميادزين.

### العصور الحديثة

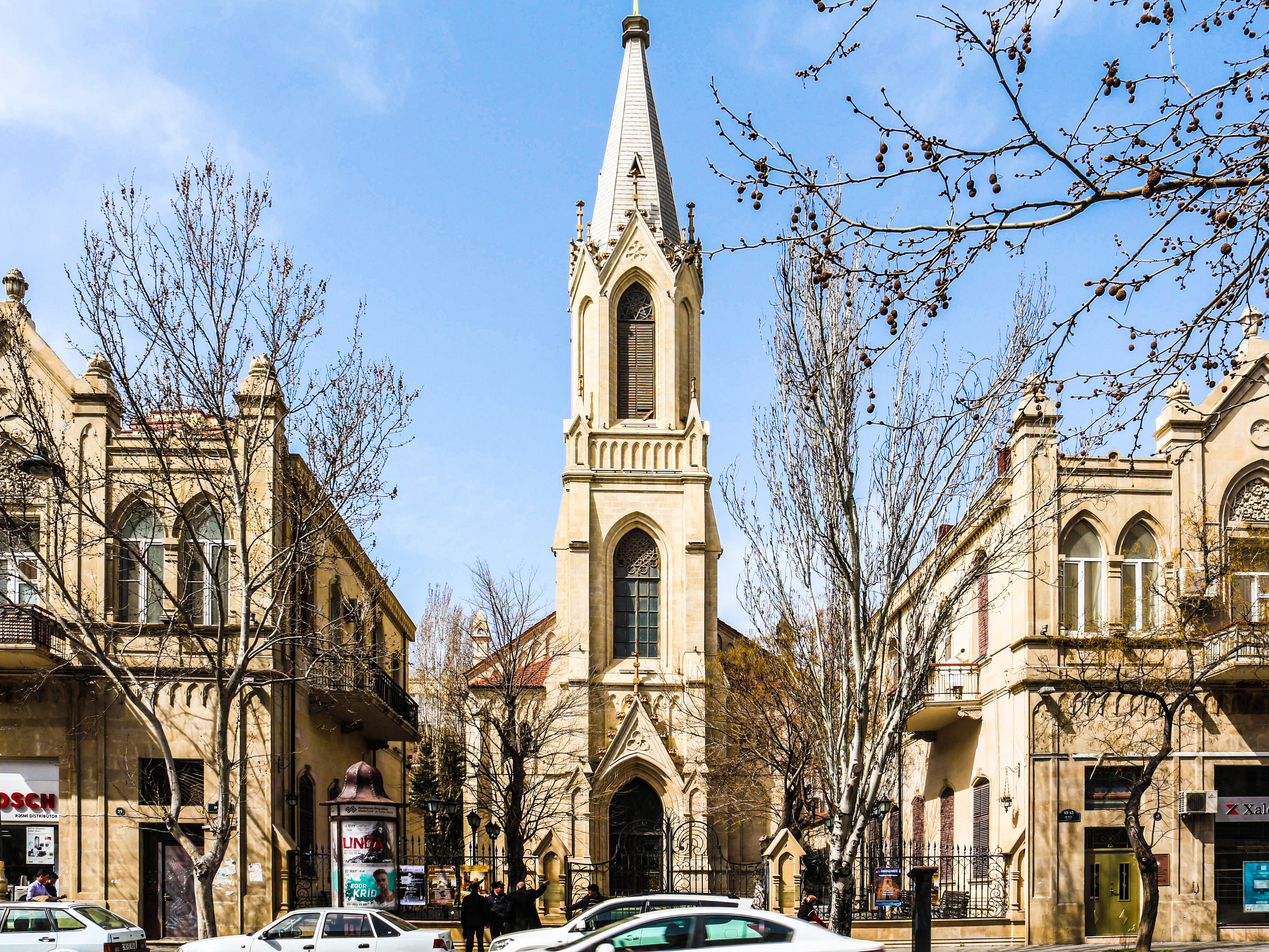
كنيسة المخلص اللوثريَّة في مدينة باكو؛ بنيت الكنيسة في عام 1899.

بتاريخ 26 يونيو سنة 1723م استسلمت باكو وفتحت أبوابها للجيوش الروسيَّة بعد حصارٍ طويل وقصفٍ مدفعيّ عنيف، وأصبحت البلاد تحت حكم الإمبراطورية الروسية. بُنيت أول كنيسة روسية أرثوذكسية في مدينة باكو في عام 1815، بعد عامين من الحرب الروسية الفارسية (1804-1813) انتصرت الإمبراطورية الروسية على الدولة القاجارية وكانت نتيجتها تنازل الدولة القاجارية عن نساحات من أراضيها في القوقاز لروسيا، التي وشملت باكو. وتم بناء الكنائس الأرثوذكسية الروسية المختلفة في المدن الكبيرة، لخدمة المستوطنين الروس. وفي عام 1905، تأسست أبرشية باكو، والتي تدعى في الوقت الحاضر باسم أبرشية باكو. ومع سيطرة الإمبراطورية الروسية على البلاد تعزز الحضور والوجود الروسي الأرثوذكسي. وجذبت الحالة الاقتصادية المواتية في باكو الكثير من الروس الأرثوذكس القادمين من جميع أنحاء الإمبراطورية الروسية، ونما عدد سكان باكو الروس من حوالي 37,400 في عام 1897 إلى 57,000 في عام 1903 ووصل إلى 76,300 بحلول عام 1913.
كانت باكو تأوي جمهرةً واسعة من الروس والأرمن، الأمر الذي انعكس على ثقافتها وجعل منها ثقافةً متنوِّعة حتى ذلك الحين. كانت الجاليّة الأرمنيّة الأرثوذكسيّة في باكو تُشّكل إحدى المراكز الثقافيّة والاقتصادية والسياسيّة في القوقاز في النصف الثاني من القرن التاسع عشر. حيث كان غالبيّة مالكين حقول النفط من الأرمن. وشغل الكثير منهم وظائف كتجار ومدراء صناعيين ومسؤولين حكوميين. وقد صنف أرمن باكو خلال القرن التاسع عشر كأقلية وسيطة في الإمبراطورية الروسية. وأنشأ الأرمن مجتمعاً نخبوياً في المدينة مع شبكة من الكنائس والمدارس، والتي كانت مسرحاً لثقافة أدبية حية. سمحت الظروف الاقتصادية المواتية التي وفرتها حكومة الإمبراطورية الروسية لكثير من الأرمن بدخول صناعة النفط المزدهرة في باكو. وشكلّ الأرمن جنباً إلى جنب الروس النخبة المالية للمدينة وتركز رأس المال المحلي في أيديهم أساساً. كان الأرمن ثاني أكبر مجموعة في القضاء. بحلول عام 1900، شكلَّت الشركات المملوكة للأرمن ما يقرب من ثلث شركات النفط العاملة في المنطقة. أدّى التوتر المتزايد بين الأرمن والآذريين (والذي كان يحرض عليه في كثير من الأحيان من قبل المسؤولين الروس الذين خافوا من الحركات القومية بين رعاياهم ذوي الأصول الإثنية غير الروسية) إلى مذابح متبادلة بين عام 1905 وعام 1906، وزرعت بذور عدم الثقة بين هاتين المجموعتين في المدينة وفي أماكن أخرى في المنطقة لعقود قادمة.

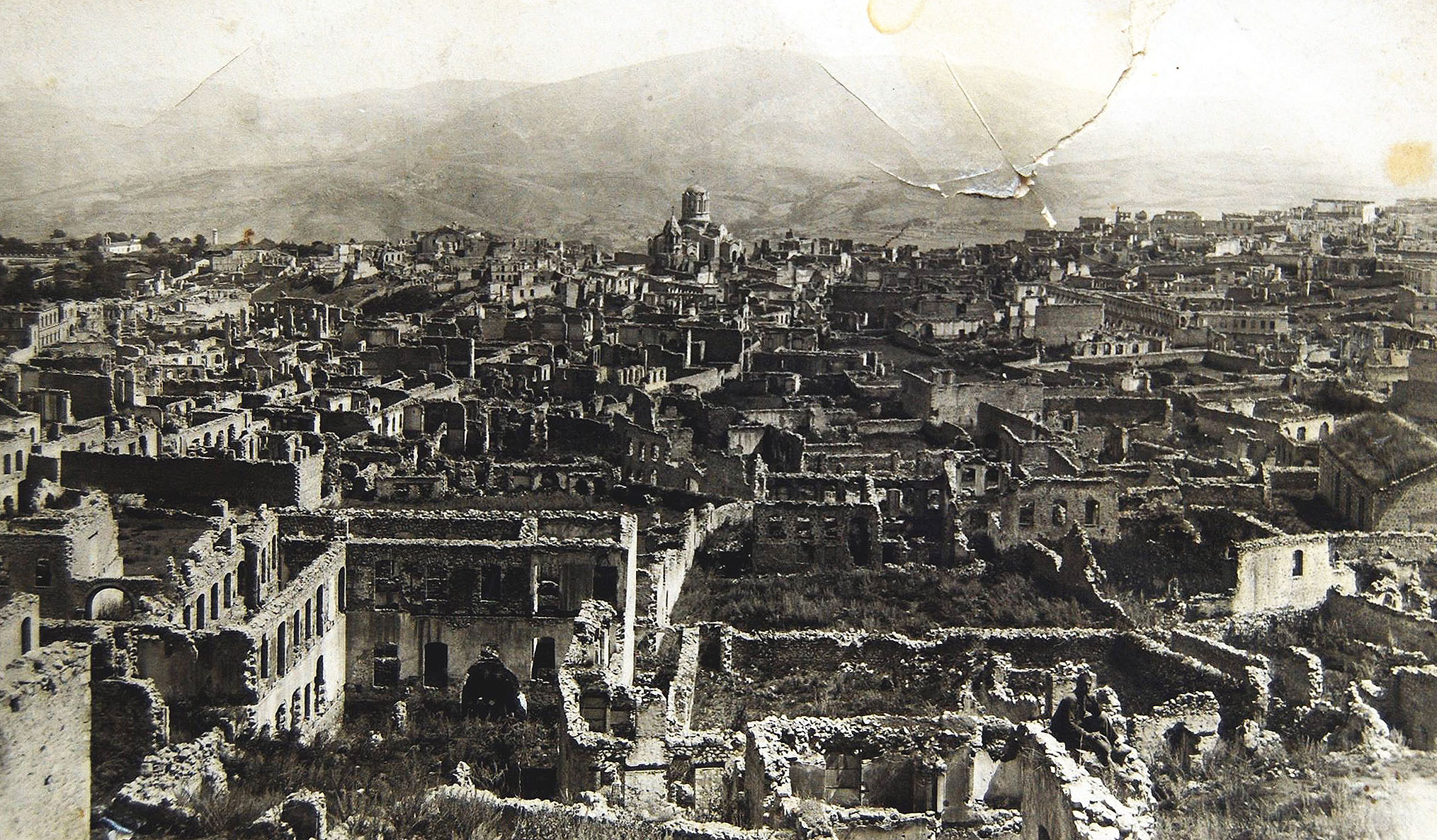
القسم الأرمني لمدينة شوشا والذي دمرته القوات المسلحة الأذربيجانية في مارس عام 1920، وتظهر في الصورة كاتدرائية المخلص للأرمن.

بعد انهيار الإمبراطورية الروسية خلال الحرب العالمية الأولى، أصبحت أذربيجان جنباً إلى جنب مع أرمينيا وجورجيا جزءاً من الجمهورية القوقازية الاتحادية الديمقراطية. عندما أعلن حل تلك الجمهورية في مايو 1918، أعلنت أذربيجان استقلالا باسم جمهورية أذربيجان الديمقراطية، وكانت تلك الجمهورية أول جمهورية برلمانية حديثة في العالم الإسلامي. وفي 18 ديسمبر من عام 1918، تم تمثيل الأرمن العرقيين في البرلمان الأذربيجاني المشكل حديثًا، وشكلوا 11 عضواً من أصل 96 عضوًا. في عام 1920 حصلت مذبحة شوشا، وهي حوادث قتل جماعي ضد السكان الأرمن في شوشا والتي أدى إلى تدمير القسم الأرمني من المدينة وأعقبه قمع الثورة الأرمنية ضد سلطات جمهورية أذربيجان الديمقراطية في عام 1920. وقع الحدث في الفترة ما بين يوم 22 ويوم 26 مارس عام 1920، وكانت خلفيه الصراع على المطالبات المتنافسة بملكية المنطقة من قبل أرمينيا وأذربيجان. والتي أسفر ذلك عن تدمير كامل للأحياء الأرمنية في شوشا والقضاء على سكان المدينة الأرمنية، وقدر عدد الضحايا بحوالي 30 ألف. وفي عام 1936 تم حل جمهورية القوقاز وتشكلت جمهورية أذربيجان الاشتراكية السوفياتية وأصبحت واحدة من الدول الأعضاء المكونة للاتحاد السوفياتي. بين عاميّ 1926 و1939 نمت نسبة العرقية الروسية، وهم في الغالب من أتباع الكنيسة الروسية الأرثوذكسية، في أذربيجان من 9.5% إلى 16.5%. في فترة العهد السوڤييتي حورب الدين لفترة الطويلة وتم اضطهاد المسلمين والمسيحيين، وتعرضت البلاد إلى عملية قمع واضطهاد نتيجة لسيادة الفكر الإلحادي وفرض الإلحاد قسراً في الاتحاد السوفييتي، وهدمت المساجد والكنائس والأديرة وتحول البعض منها إلى متاحف للإلحاد.
بعد إضفاء الطابع السوفياتي على أذربيجان، تمكن الأرمن من إعادة تأسيس مجتمع كبير ونابض بالحياة في باكو مؤلف من محترفين مهرة وحرفيين ومثقفين وإندمجوا في الحياة السياسيَّة والاقتصادية والثقافيَّة لأذربيجان. نما المجتمع بشكل مطرد في جزء منه بسبب الهجرة النشطة لأرمن قرة باغ إلى باكو وغيرها من المدن الكبيرة. نما ربع باكو الذي يسكنه أغلبية من الأرمن ويدعى إيرمينكيند من قرية صغيرة من عمال النفط إلى مجتمع حضري مزدهر. في بداية النزاع حول إقليم قره باغ في عام 1988، ضمت باكو على أكبر عدد من الأرمن بالمقارنة مع عدد السكان الأرمن في إقليم قره باغ، وتم تمثيل الأرمن على نطاق واسع في جهاز الدولة.

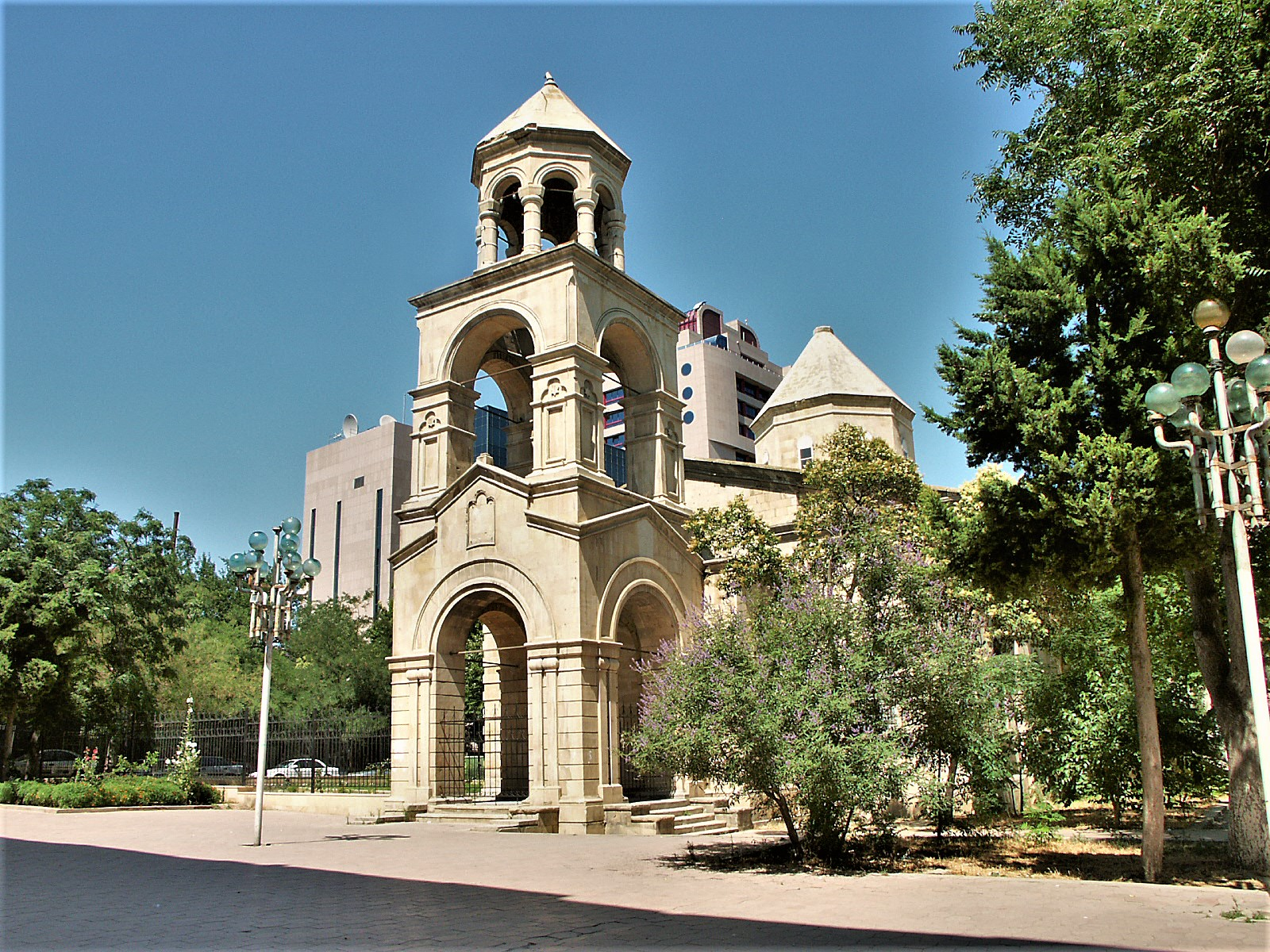
كنيسة القديس غريغوري المنور الأرمنيَّة الأرثوذكسيَّة في مدينة باكو؛ أغلقت الكنيسة على خلفيَّة النزاع حول إقليم قره باغ.

أدَّى النزاع حول إقليم قره باغ بين أرمينيا وأذربيجان بدايةً من شهر يناير عام 1990م، إلى قيام البرنامج المناهض للوجود الأرمني في البلاد، فتمَّ التعامل مع الأرمن بحزم وصرامة شديدة، وطُردوا إينما وجدوا وارتكب الأذربيجانيّون العديد من المجازر بحق الأرمن، وكان من ضمنهم بطبيعة الحال جمهرة باكو، حيث إندلعت مذبحة ضد المجتمع الأرمني في باكو، ورُحِّل جميع أبناء المدينة من الأرمن إلى أرمينيا، ودمرت وصودت العديد من الكنائس والأديرة الأرمنيَّة. معظم السكان الأرمن في أذربيجان حاليًا يقطنون في جمهورية مرتفعات قرة باغ ويدين معظمهم بالمسيحية المنتمية إلى الكنيسة الأرمنية الأرثوذكسية التي تتبع الكنيسة الأرثوذكسية الشرقية. هناك أيضاً بعض الطوائف الأرثوذكسية الشرقية والإنجيليَّة. بالمقابل فإن أغلب النصارى في الأراضي الأذربيجانية هم من ذوي أصول روسيَّة أو جورجيَّة أو أوروبيَّة غربيَّة.
على الرغم من مظاهر التدين المسيحي في جمهورية مرتفعات قرة باغ، حظرت السلطات العسكرية أي نشاط الطائفة المسيحية في المنطقة، وذلك بسبب التبشير السلمي للطوائف المسيحية بين السكان. وتضم المنطقة العديد من الأديرة الأرمنيّة التاريخية ولهذه الكنائس والأديرة أهمية ثقافية وتاريخية للأرمن. ونتيجة لحرب ناغورنو قرة باغ، تم التخلي عن المساجد في منطقة ناغورنو قرة باغ أو تدميرها، كما تم تدمير العديد من الكنائس الأرمينية في أذربيجان وأصبح العديد منها غير نشط.
مع سقوط النظام الشيوعي أصبحت أذربيجان دولة علمانية، وينص دستورها على حرية المعتقد والدين، وعلى الرغم من أن البلاد تشهد عمومًا جو من التسامح والتعايش بين المسلمين والمسيحيين، الأّ أن تقرير لوزارة الخارجية الأميركية حول حقوق الإنسان في أذربيجان عام 2004 أشار إلى بعض الحالات التي انتهكت فيها حرية الدين، حيث يُطلب من جميع المنظمات الدينية التسجيل لدى الحكومة، ولا تزال مجموعات مثل المعمدانيين، وشهود يهوه وأعضاء الكنيسة الخمسينية ممنوعة من التسجيل الديني. بحسب دراسة لمنظمة أبواب مفتوحة ازدادت أعداد المتحولين للمسيحية منذ استقلال أذربيجان في عام 1991. وفي عام 1997 بلغت التقديرات بوجود ستة آلاف مسيحي أذري من خلفية إسلامية. في عام 2014 ووفقاً لمصدر يوجد حاليًا حوالي 10 آلاف مسيحي أذري. وعلى الرغم من وجود المتحولين فإن أغلبية المسيحيين في البلاد من ذوي الأصول الروسية والأرمنية من أتباع الكنيسة الروسية الأرثوذكسية والكنيسة الرسولية الأرمنية. وبحسب الدراسة تلعب هجرة السكان ذوي الأصول الروسية واسعة النطاق إلى خارج البلاد دوراً في معدل النمو الإجمالي السلبي للمسيحية في أذربيجان.

## الطوائف المسيحية

### الكنائس الأرثوذكسية الشرقية

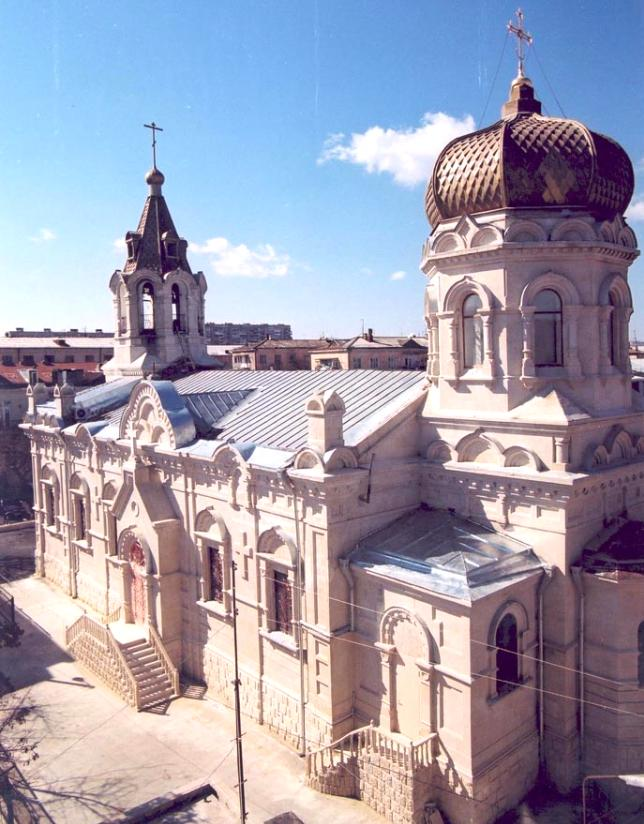
كاتدرائية أرثوذكسية في العاصمة باكو.

يتبع أغلب المسيحيين في أذربيجان الكنيسة الروسية الأرثوذكسية والكنيسة الجورجية الرسولية الأرثوذكسية وكنيسة الأرمن الأرثوذكس (تقريباً جميع الأرمن يعيشون في مقاطعة ناغورني قرة باغ). يعيش في البلاد مجتمع تاريخي صغير من اليونانيين بنطيين خصوصاً في مهمانه، والذين قدموا إلى البلاد في القرن الثامن عشر من الدولة العثمانية، وأمتلكت الجالية اليونانية كنيسة خاصة بها وهي كنيسة القديس نيقولا الأرثوذكسية في باكو. وفقاً لمركز بيو للأبحاث عام 2010 حوالي 2.8% من سكان البلاد من أتباع الكنائس الأرثوذكسيَّة، وتُقدر أعدادهم بحوالي 250,000 شخص.

#### الكنيسة الروسية الأرثوذكسية
تُشكل الكنيسة الروسية الأرثوذكسية كبرى الطوائف المسيحية في البلاد، ويمثل أتباعها حوالي ثلثي السكان المسيحيين في أذربيجان. بُنيت أول كنيسة روسية أرثوذكسية في مدينة باكو في عام 1815، بعد عامين من الحرب الروسية الفارسية (1804-1813) انتصرت الإمبراطورية الروسية على الدولة القاجارية وكانت نتيجتها تنازل الدولة القاجارية عن نساحات من أراضيها في القوقاز لروسيا، التي وشملت باكو. وتم بناء الكنائس الأرثوذكسية الروسية المختلفة في المدن الكبيرة، لخدمة المستوطنين الروس. وفي عام 1905، تأسست أبرشية باكو، والتي تدعى في الوقت الحاضر باسم أبرشية باكو. تعرض المسيحيين الأرثوذكس لحملات اضطهاد خلال الحكم السوفييتي. في عام 1944 أعيد فتح الكنيسة الروسية الأرثوذكسية في باكو. ومع انهيار الاتحاد السوفياتي في عام 1991، عادت ممتلكات الكنيسة الروسية الأرثوذكسية في أذربيجان، وأسترجعت الكنيسة مكانتها في المجتمع.

#### المولوكانيون
لدى أذربيجان إحدى عشر مجتمع من المولوكانيين وهي جماعات مسيحية شرقية تعارض التسلسل الهرمي للكنيسة وتعتمد الدعوة المسيحية السلمية وهي نظرة لاهوتية وأخلاقية مسيحية على العنف الغير المتوافقة مع الإيمان المسيحي، ويدعون إلى دولة مسيحية سلمية وألتي تستمد أخلاقها من يسوع وألتي قالها في موعظة الجبل.
لدى المولوكانيين تجمعات مسجلة رسميًا في مدينة باكو وشاماخي. في مقابلة يوم 21 يوليو سنة 2005، قال الممثل عن مجتمع المولوكانيين في أذربيجان، أنه لا يوجد صراع بين السكان من أصول روسيَّة وأذريَّة في أذربيجان وأنه «لا يوجد أي تعصب معادي للغة والثقافة والشعب الروسي».

#### الكنيسة الجورجية الأرثوذكسية

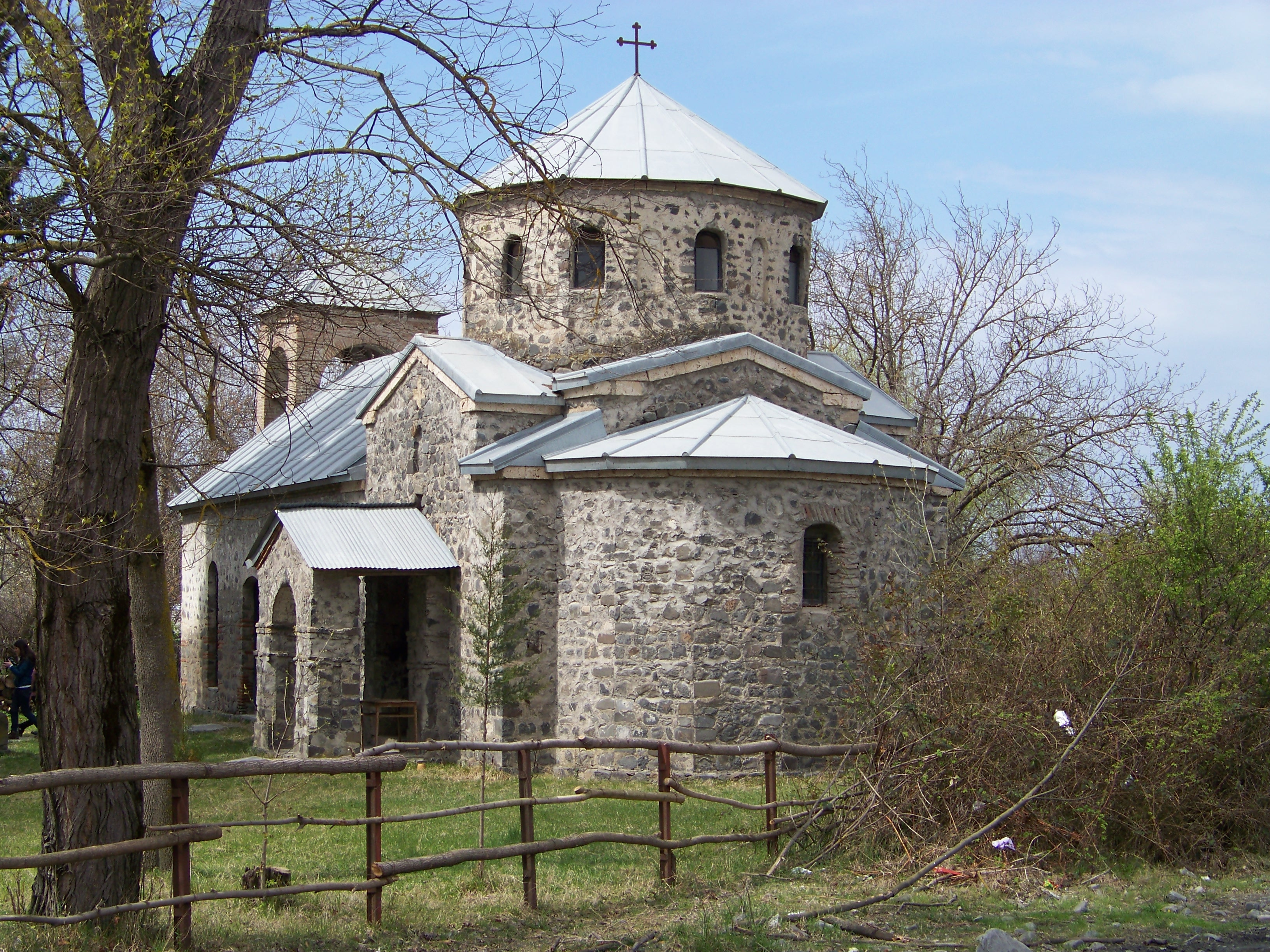
كنيسة القديسة نينو في قاخ.

تضم أذربيجان على مجتمع أقلية من الإثنية الجورجية، وتتبع الكنيسة الجورجية الرسولية الأرثوذكسية. ويضم المجتمع الجورجي الأرثوذكسي على ثلاث كنائس جورجيَّة أرثوذكسيَّة نشطة تقع في مقاطعة قاخ (كنيسة القديس جورج في قرية قاخ إنجيلوي، وباتارا ألافيردي في كاكس وكنيسة القديسة نينو). وتقع الكنائس الجورجية في أذربيجان تحت سلطة أبرشية خورنابوجي وهيرتي.
نتيجة للأنشطة التبشيرية لجمعية تجديد المسيحية الأرثوذكسية، اعتنق عدد من الجورجيين من المسلمين السُنّة المسيحية في عام 1860، وفي عام 1892 تحول 62 منهم إلى المسيحية.
في العصور الوسطى كانت هناك سبع مدارس جورجية تعمل في ساينجيلو والتي تضمنت دورات اللاهوت والفلسفة والإملاء وتاريخ الكنيسة وتاريخ جورجيا، ولعبت هذه المدارس دور في نشر الثقافة الجورجية. ولقد قدمت مساهمة حيوية في إقامة علاقات ثقافية بين شعوب القوقاز. وفي القرنين الثالث عشر والرابع عشر، انتشر استخدام الأبجدية الجورجية والأدب المسيحي الجورجي من سينجيلو إلى مقاطعة داغستان المجاورة، وتم تأسيس الكنائس هناك، ويمكن رؤية بقايا منها اليوم. لفترة طويلة، وبداية من القرن الخامس، كان جزء كبير من داغستان ضمن دائرة النفوذ السياسي الجورجي.
لا يزال معظم الجورجيين المقيمين في منطقة قاخ مسيحيين في الوقت الحاضر، في حين أنَّ أولئك الذين يعيشون في بالاكان وزكالتا معظمهم من المُسلمين. لا يُسمح للجورجيين بتسمية أطفالهم حديثي الولادة أسماء جورجية، ويجب عليهم اختيار اسم من القائمة المقدمة من السلطات المحلية. ولا يُسمح للمسيحيين الجورجيين بالذهاب للصلاة سوى مرتين في السنة: في 6 مايو وفي 23 نوفمبر، خلال احتفال القديس جورج.

### الكنيسة الأرمنية الأرثوذكسية

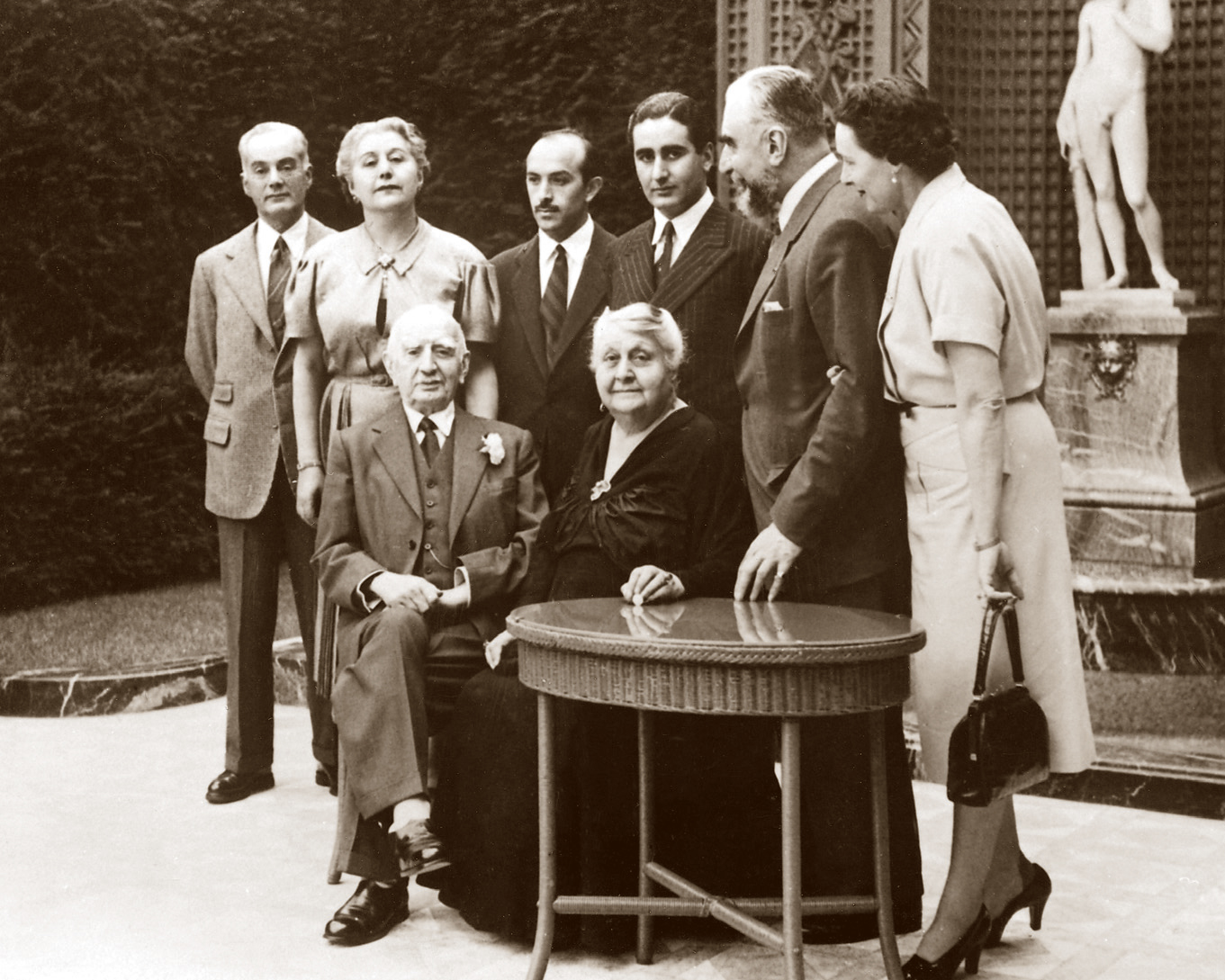
رجل الأعمال كالوست كولبنكيان وأسرته: كان غالبيّة مالكين حقول النفط في باكو من المسيحيين الأرمن.

تاريخياً عاشت أعداد كبيرة من الأرمن في أذربيجان، شهدت باكو تدفقا كبيراً للأرمن بعد دمج المدينة في الإمبراطورية الروسية عام 1806، وشغل العديد منهم وظائف كتجار ومديرين صناعيين ومسؤولين حكوميين، وسمحت الظروف الاقتصادية التي قدمتها الحكومة الإمبراطورية الروسية للعديد من الأرمن بدخول أعمال إنتاج النفط والحفر المزدهرة في باكو. كانت الجاليّة الأرمنيّة الأرثوذكسيّة في باكو تشكل إحدى المراكز الثقافيّة والاقتصادية والسياسيّة في القوقاز في النصف الثاني من القرن التاسع عشر. حيث كان غالبيّة مالكين حقول النفط من الأرمن. وقد صنف أرمن باكو خلال القرن التاسع عشر كأقلية وسيطة في الإمبراطورية الروسية. وأنشأ الأرمن مجتمعاً نخبوياً في المدينة مع شبكة من الكنائس والمدارس، والتي كانت مسرحاً لثقافة أدبية حية. سمحت الظروف الاقتصادية المواتية التي وفرتها حكومة الإمبراطورية الروسية لكثير من الأرمن بدخول صناعة النفط المزدهرة في باكو. وشكلّ الأرمن جنباً إلى جنب الروس النخبة المالية للمدينة وتركز رأس المال المحلي في أيديهم أساساً. كان الأرمن ثاني أكبر مجموعة في القضاء. بحلول عام 1900، شكلَّت الشركات المملوكة للأرمن ما يقرب من ثلث شركات النفط العاملة في المنطقة.
تمكن الأرمن من إعادة تأسيس مجتمع كبير وحيوي في باكو خلال حقبة جمهورية أذربيجان الاشتراكية السوفيتية تكون من المهنيين المهرة والحرفيين والمثقفين المندمجين في الحياة السياسية والاقتصادية والثقافية لأذربيجان. ونما المجتمع بشكل مطرد جزئياً بسبب الهجرة النشطة لأرمن قره باغ إلى باكو وغيرها من المدن الكبيرة، ونما حي باكو المأهول بالأرمن والمسمى إرمينيكيند من قرية صغيرة لعمال النفط إلى مجتمع حضري مزدهر.
في فبراير 1988، أقدمت السلطات الاذرية على الإبادة العرقية ضد المواطنين الارمن في مدينة سومقاييت. وقد أتت مجزرة الارمن في سومقاييت كأول حادث من نوعه داخل الاتحاد السوفياتي السابق. وتعرض المواطنون الارمن في مدينة سومقاييت الصناعية لأعمال عنف لمدة ثلاثة أيام. أدَّى النزاع حول إقليم قره‌ باغ بين أرمينيا وأذربيجان بدايةً من شهر يناير عام 1990م، إلى قيام البرنامج المناهض للوجود الأرمني في البلاد، فتمَّ التعامل مع الأرمن بحزم وصرامة شديدة، وطُردوا إينما وجدوا، وكان من ضمنهم بطبيعة الحال جمهرة باكو، حيث إندلعت مذبحة ضد المجتمع الأرمني في باكو، وكنجه (كيروف آباد، نوفمبر 1988) فرُحِّل جميع أبناء المدينة من الأرمن إلى أرمينيا. ضمت نخجوان على أعداد كبيرة من الأرمن خلال الحقبة السوفيتية، شهدت نخجوان تحولاً ديموغرافياً كبيراً. شهد تعداد السكان الأرمن انخفاضًا كبيرًا على مدار السنوات بسبب الهجرة إلى أرمينيا.
في عام 1990 تم تدمير مقبرة خلفا الأرمنية ومعالمها المسيحيَّة والتي تعود إلى القرون الوسطى، والتي يعتبرها الأرمن أكبر وأثرى مستودع من شواهد القبور والخاتشكار من العصور الوسطى. وأعتبرت العديد من المصادر الحدث بمثابة إبادة ثقافية. وتبقى الكنائس الأرمنية مغلقة بسبب الهجرة الكبيرة للأرمن والخوف من الهجمات الأذربيجانيَّة. لا يزال الأرمن الذين يعيشون في أذربيجان يعيشون عملياً بالخفاء، كما قاموا بتغير أسماءهم وألقابهم الأرمنية إلى أسماء أذربيجانية لأن عليهم الحفاظ على مستوى منخفض للغاية لتجنب المضايقات والاعتداءات الجسدية. ويستمر بقايا المجتمع الأرمني في الشكوى من أنهم ما زالوا عرضة للمضايقات وانتهاكات حقوق الإنسان وبالتالي عليهم إخفاء هويتهم.
معظم السكان الأرمن في أذربيجان يقطنون في جمهورية مرتفعات قرة باغ ويدين معظمهم بالمسيحية المنتمية إلى الكنيسة الأرمنية الأرثوذكسية التي تتبع الكنيسة الأرثوذكسية المشرقية، ويُشكلون حوالي 95% من مجمل سكان جمهورية مرتفعات قرة باغ وفقاً لتقديرات السكان عام 2015. هناك أيضاً بعض الطوائف الأرثوذكسية الشرقية والإنجيليَّة. وتضم المنطقة العديد من الأديرة الأرمنيّة التاريخية ولهذه الكنائس والأديرة أهمية ثقافية وتاريخية للأرمن وللشتات الأرمني.

### الكنيسة الرومانية الكاثوليكية

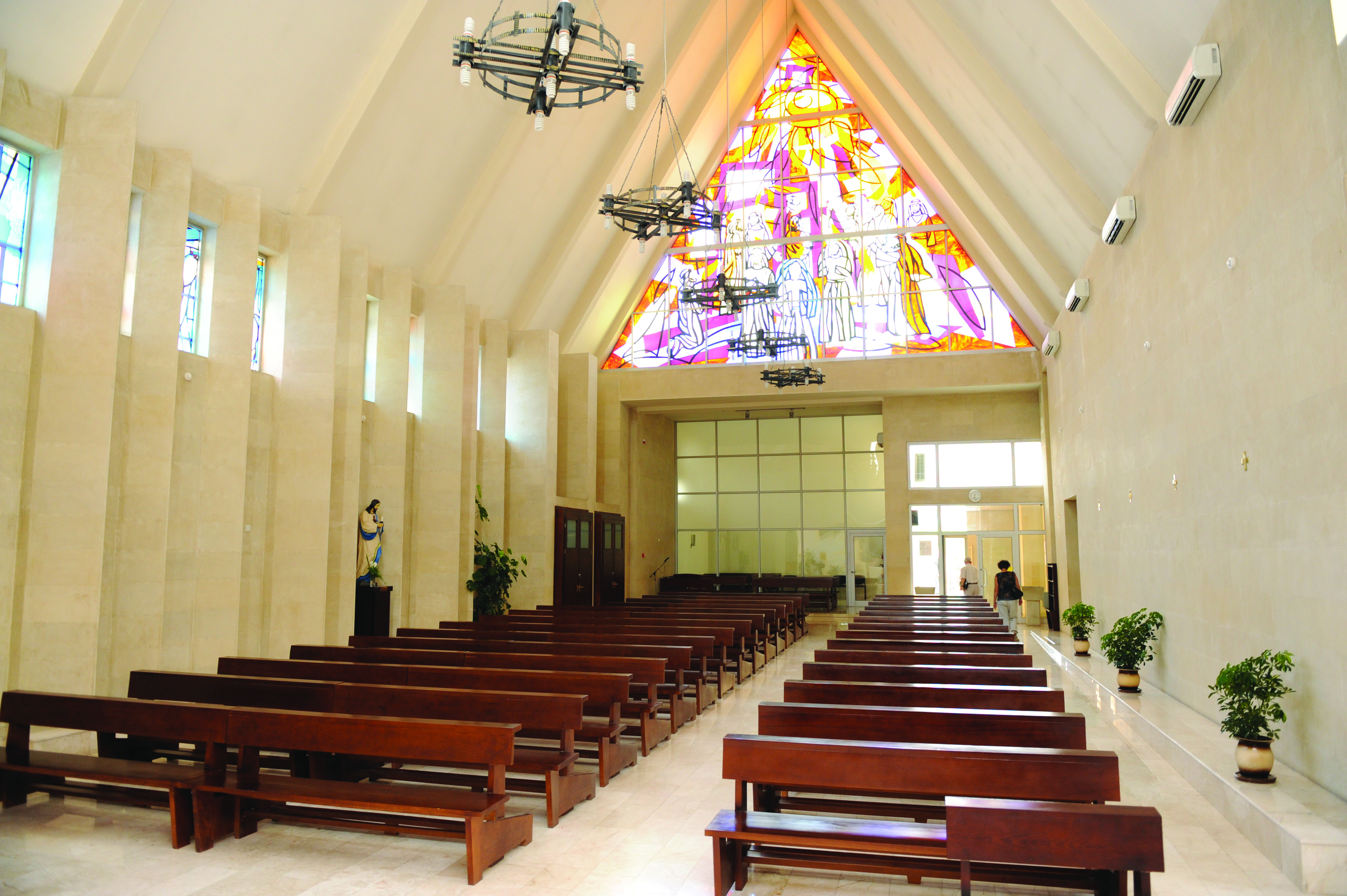
داخل كنيسة الحبل بلا دنس في مدينة باكو.

تاريخيًا ضمت عدد من قرى أذربيجان مجتمعات آشورية منها قرية ياقوت والتي أعتبرت القرية الكلدانيَّة الكاثوليكيَّة الوحيدة في جنوب القوقاز في حدود الإمبراطورية الروسية. في أوائل عام 1880 عين راهب من القرية كمطران كاثوليكي.
خلال الحكم الروسي قطنت في أذربيجان خصوصًا في مدينة باكو مجتمعات كاثوليكية أوكرانيَّة وأرمنيَّة وجورجيَّة. وتشكلت جمعية الرومان الكاثوليك الخيرية والجماعة البولندية في 5 يناير من عام 1903، وافتتحت الجمعية مكتبة. خلال سيطرة الإمبراطورية الروسية على البلاد وصل عدد الكاثوليك بين تسعة إلى عشرة الآف شخص. خلال الحقبة السوفيتية بدأ النظام بالقمع الجماعي للجماعات الدينية منذ عام 1930، واعتقل ألف كاهن من مختلف الطوائف المسيحيَّة. في عام 1938 تم تدمير الكنيسة الكاثوليكية في باكو، خلال هذه الفترة واصل الكاثوليك بالاجتماع سراً، مع المخاطرة بحياتهم.
مع تفكك الاتحاد السوفيتي وانهيار النظام الشيوعي طلبت مجموعة من البولنديين الأذربيجانيين في باكو عام 1992 من الفاتيكان خلق فرص للرعاية الروحية للبولنديين في البلاد، وفي عام 1997 طلب المجتمع البولندي الكاثوليكي إعادة بناء كنيسة الحبل بلا دنس، وفي عام 2006 أعيد بناء كنيسة كاثوليكية جديدة تحمل نفس الاسم لكن تقع مكان مختلف من باكو. أشارت الإحصائيات لعام 2003 على وجود 250 شخص من أتباع المذهب الروماني الكاثوليكي. في 22 مايو سنة 2002 زار البابا يوحنا بولس الثاني باكو في مستهل جولة شملت كل من أذربيجان وبلغاريا والتي أستمرت لمدة خمسة أيام. وفي 2 أكتوبر سنة 2016 قام البابا فرنسيس في زيارة أذربيجان حيث أقام قداسًا للأقلية الكاثوليكية في البلاد والتي يبلغ عددها حسب الإحصائيات حوالى 570 شخصًا، وقد حث البابا فرنسيس الأقلية الكاثوليكية، «على التمسك بإيمانها كما أحيا ذكرى المضطهد ين اثناء الحقبة السوفياتية».
تعود أصول الجالية البولنديّة إلى القرن التاسع عشر، حيث قدم العديد من البولنديين الذين كانوا يبحثون عن وظيفة جيدة إلى البلاد، خاصةً خلال التطور الديناميكي لمدينة باكو والطفرة النفطية في بداية القرن العشرين. يُقطن في أذربيجان 2,000 مواطن أذربيجاني من أصول بولنديّة، ويتواجد معظمهم في مدينة باكو. وتعتنق أغلب الجاليّة البولندية الديانة المسيحية، وينتمي العديد منهم إلى المذهب الروماني الكاثوليكي. وتمتلك الجالية كنيسة تاريخيّة وهي كنيسة الحبل بلا دنس في باكو. ولعبت الجاليّة البولنديّة أدورًا ثقافيّة هامّة في التاريخ الأذربيجاني الحديث.

### كنيسة ألبانيا القوقازية

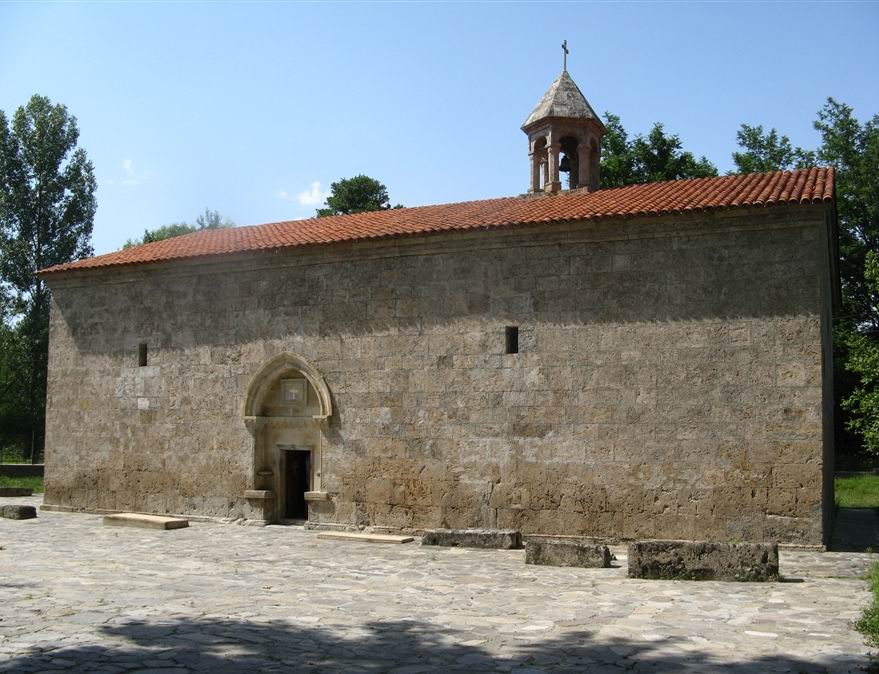
كنيسة القديس إليسوس الألبانية القوقازية في نيج؛ أذربيجان.

بعد اعتماد المسيحية كدين للدولة في القرن الرابع الميلادي، دعم الحكام الألبان استقلال الكنيسة الألبانية الرسولية، مع إعطاء أهمية كبيرة لدورها في الحفاظ على سيادة مستقلة تعارض الاندماج والاستيعاب ضمن بلاد فارس والإمبراطورية البيزنطية. وفي عام 551 ميلادية، تم نقل عاصمة ألبانيا القوقازية من قابالا إلى بردعة، واستلزم ذلك نقل المركز الثقافي للبلاد إلى مناطق الضفة اليمنى لنهر كورا ومن بينها أراضي قره باغ التي بُنيت فيها العديد من البازيليكات المبكرة في العصور الوسطى خاصةً في بردعة ولاتشين. وطورت العمارة الألبانية باتباع الأنماط الشائعة للعمارة المسيحية الشرقية، التي لها سمات شبيهة بالهندسة المعمارية للدول المسيحية المجاورة. في الوقت نفسه، تتميز العمارة الألبانية بالتنوع الزخرفي الذي سمح بتشابك زخارف الأيقونات المسيحية والديكور والنقش الإسلامي، ويُمكن العثور على هذه الطبيعة المتنوعة في الهندسة المعمارية لآثار قره باغ -المسيحية والإسلامية- على حد سواء. تعتبر مدينة قابالا وبردعة وشاكي مهد كنيسة ألبانيا القوقازية.
يقطن أذربيجان مجتمع مسيحي من عرقيّة الأودي وهي من بين اقدم شعوب القوقاز واحتفظوا بتقاليدهم ولغتهم التي تعود إلى عهد ولاية ألبانيا القوقازيَّة الرومانيَّ، وينتمون إلى إلى فرع من الأرثوذكسية المشرقية وهي الكنيسة الألبانية في أذربيجان وهي جزء من كنيسة الأرمن الأرثوذكس في ظل القيادة الروحية للكنيسة الأرمنيّة؛ وتتراوح أعداد هذا المجتمع المسيحي ما بين 6,0000 إلى 10,0000 نسمة؛ منهم حوالي 4,400 يعيشون في قرية نيج في مقاطعة غابالا؛ وتُعتبر قرية نيج المركز الديموغرافي والحضاري والثقافي لعرقيّة الأودي المسيحيّة. حتى القرن الثامن عشر عاشت أعداد من الأودي في قابالا. وتُعد كنيسة كيش في قرية كيش في مقاطعة شاكي واحدة من الأمثلة الرئيسية للتراث الثقافي والحضاري لمجتمع الأودي وكنيسة ألبانيا القوقازية.

### الكنائس البروتستانتية

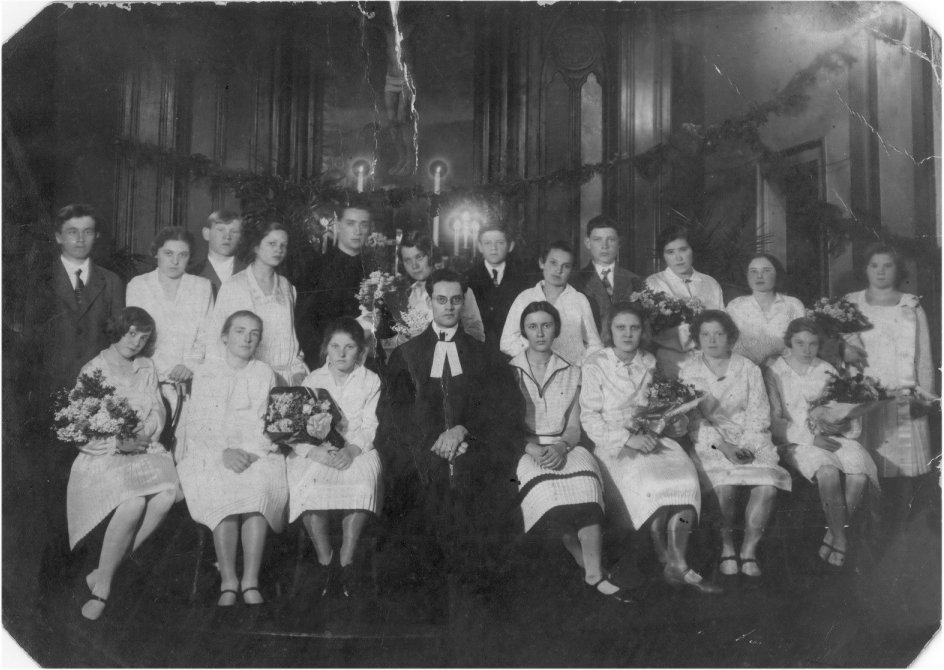
صورة من عام 1931 للوثريين من أصول ألمانية في باكو.

توجد طوائف مسيحية أخرى وفقاً لإحصائيات سنة 2002 منها اللوثريون والمعمدانيون. وتملك الكنيسة اللوثريَّة الپروتستانتيَّة عدد من الكنائس منها كنيسة المخلص في باكو. أغلب أتباع الكنيسة اللوثريَّة الپروتستانتيَّة هم من أصول عرقيَّة ألمانيَّة. ويعود وجود اللوثريين في البلاد عندما أقامت السلطات الروسيَّة المعنيَّة مزادًا علنيًا لبيع الأراضي الغنيَّة بالنفط حول باكو إلى الشركات الاستثماريَّة الخاصَّة. وخلال فترة قصيرة من الزمن شرعت الشركات السويسريَّة والأمريكيَّة والبريطانيَّة والفرنسيَّة والبلجيكيَّة والسويديَّة بالظهور في المدينة وتلاه قدوم العديد من التجار البروتستانت اللوثريين، وقد تجمَّعت أغلب هذه الشركات في قصر عُرف باسم «قصر النفط» (باللاتينية: Villa Petrolea) أو «دارة النفط». وحافظ السكان الألمان على لغتهم الأم وخصائصهم القومية الثقافية والإثنوغرافية.
بدأ في الآونة الأخيرة نمو ملحوظ في أعداد ونسب المذهب الإنجيلي وقد أشارت بعض التقارير إلى ظاهرة نمو المسيحية في البلاد، إذ تحوّل 5,000 أذربيجاني من العرقيَّة والإثنيَّة الآذريَّة من الإسلام إلى الديانة المسيحية في الآونة الأخيرة. وتعتنق أعداد من الآذر المسيحية أيضاً في الشتات، وفقًا للتعداد الوطني في كازاخستان عام 2009، فإن 2.5% من الآذر في كازاخستان هم من المسيحيين، أي حوالي 2,139 أذري مسيحي في كازاخستان. توجد في البلاد حفنة من يهود الجبل الذين تحولوا إلى المسيحية. خلال حرب مرتفعات قرة باغ 2020 أيد الإنجيليين، ومعظمهم تحول من الإسلام إلى المسيحية، بلادهم وانضم البعض منهم إلى الجيش الآذري خلال الحرب.

### كنيسة المشرق
جاء الآشوريون إلى أذربيجان على عدة مراحل، الموجة الأولى كانت من الدولة القاجارية في أعقاب الحرب الروسية الفارسية (1826-1828)، لكنّ الموجة الأكبر كانت خلال الحرب العالمية الأولى بين عام 1915 وعام 1918، حيث فرّ الآشوريين من الإبادة الجماعية الآشورية، وقدموا من منطقة أرومية في إيران وهكاري في تركيا. في عام 2011 صرّح صرح ممثل الجالية الآشورية في أرمينيا رازميك خسروف أن تعداد الجالية الآشورية وصل إلى حوالي 6,000 شخص قبل حرب مرتفعات قرة باغ، ولكن مع اندلاع الحرب هاجر معظم الآشوريين إلى روسيا ودول أخرى. ومن أصل 6,000 آشوري أذربيجاني، يعيش 2.5 ألف آشوري منهم في روسيا، معظمهم في منطقة كراسنودار كراي. ويتبع معظم الآشوريون في أذربيجان المسيحية ديناً على مذهب كنيسة المشرق الآشورية وكنيسة المشرق القديمة.

## معرض الصور

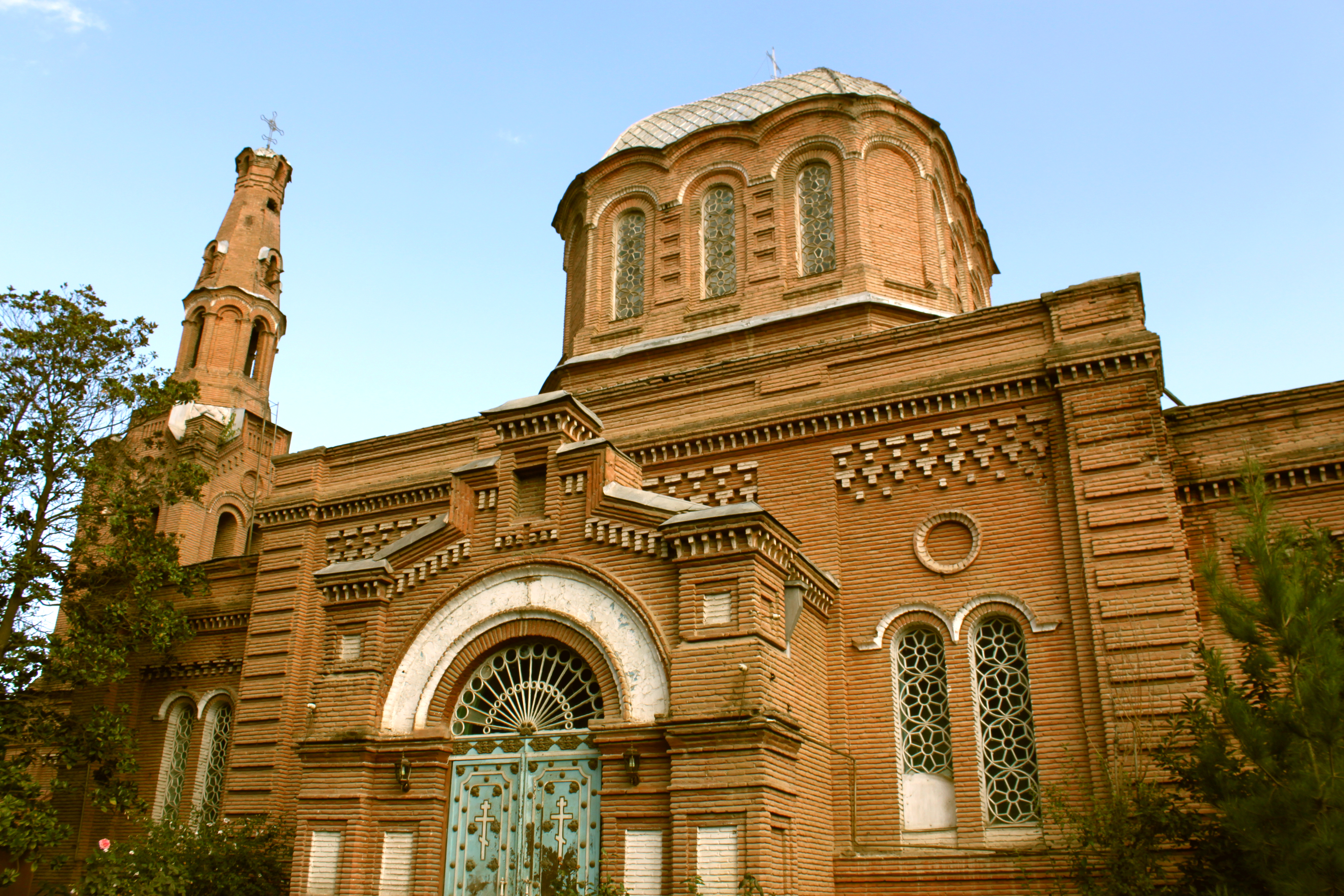
كنيسة ألكسندر نيفيسكي الروسية الأرثوذكسية في كنجه
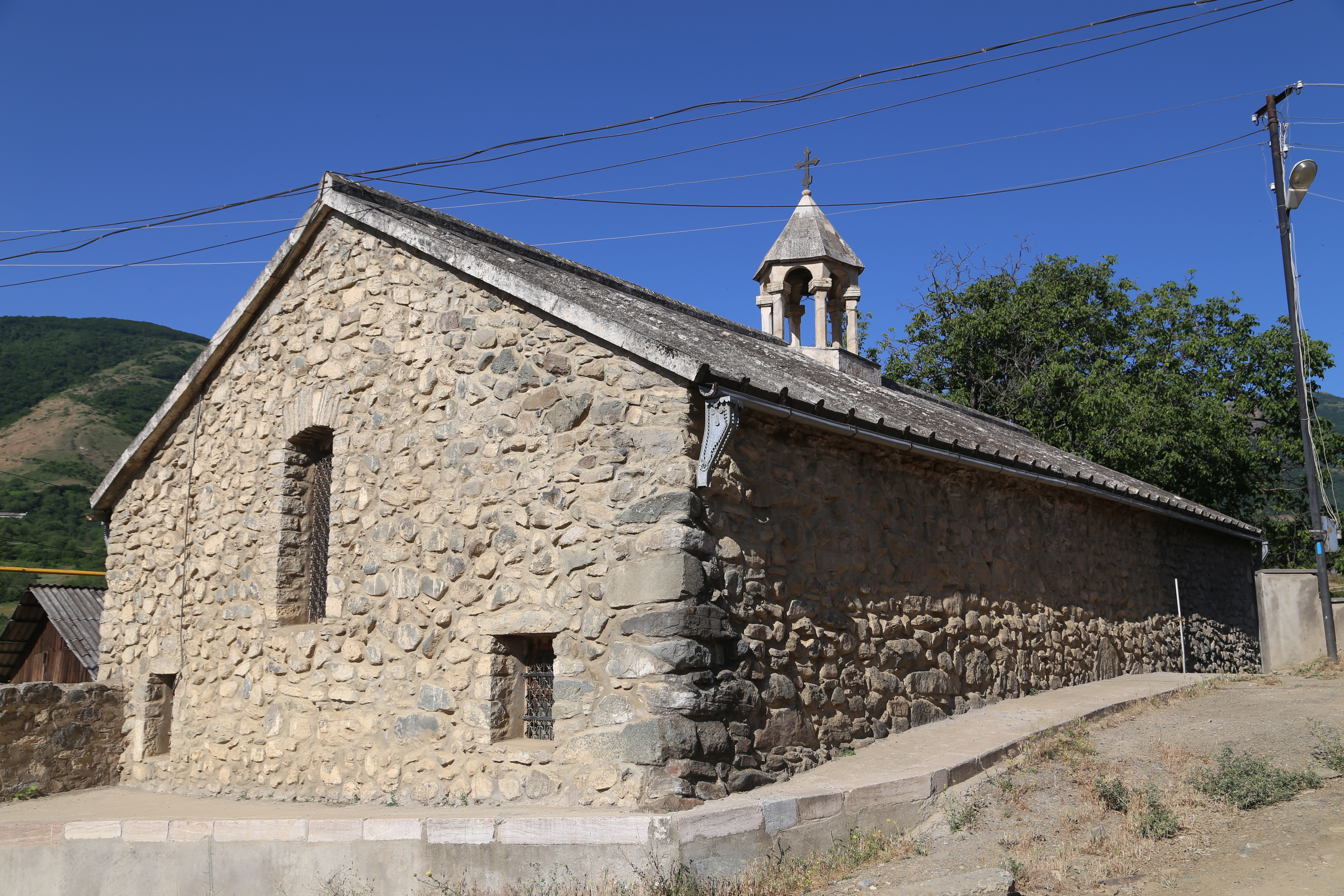
كنيسة أرمنية في حضروت
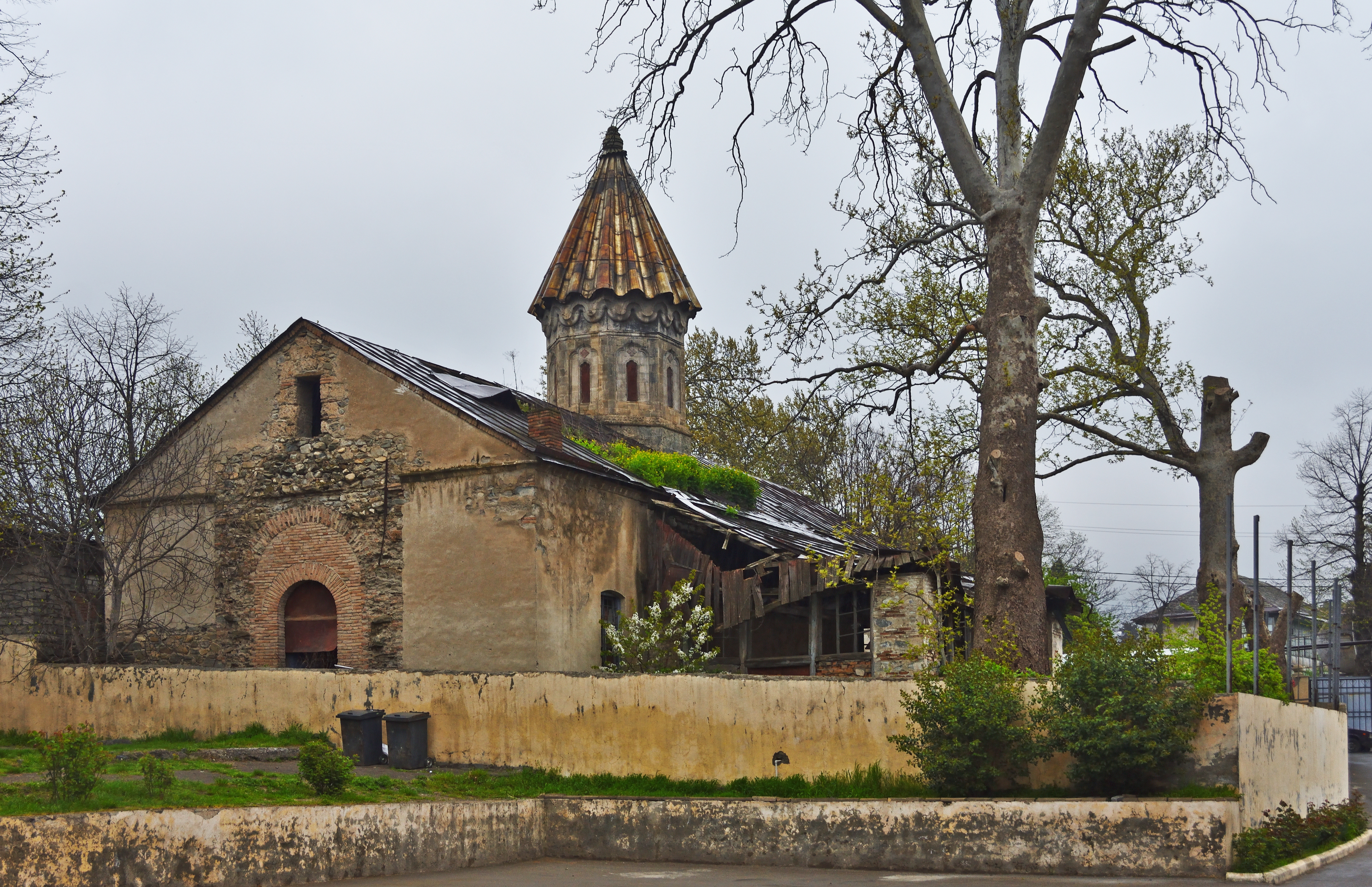
كنيسة ألبانية قوقازية في مقاطعة شاكي
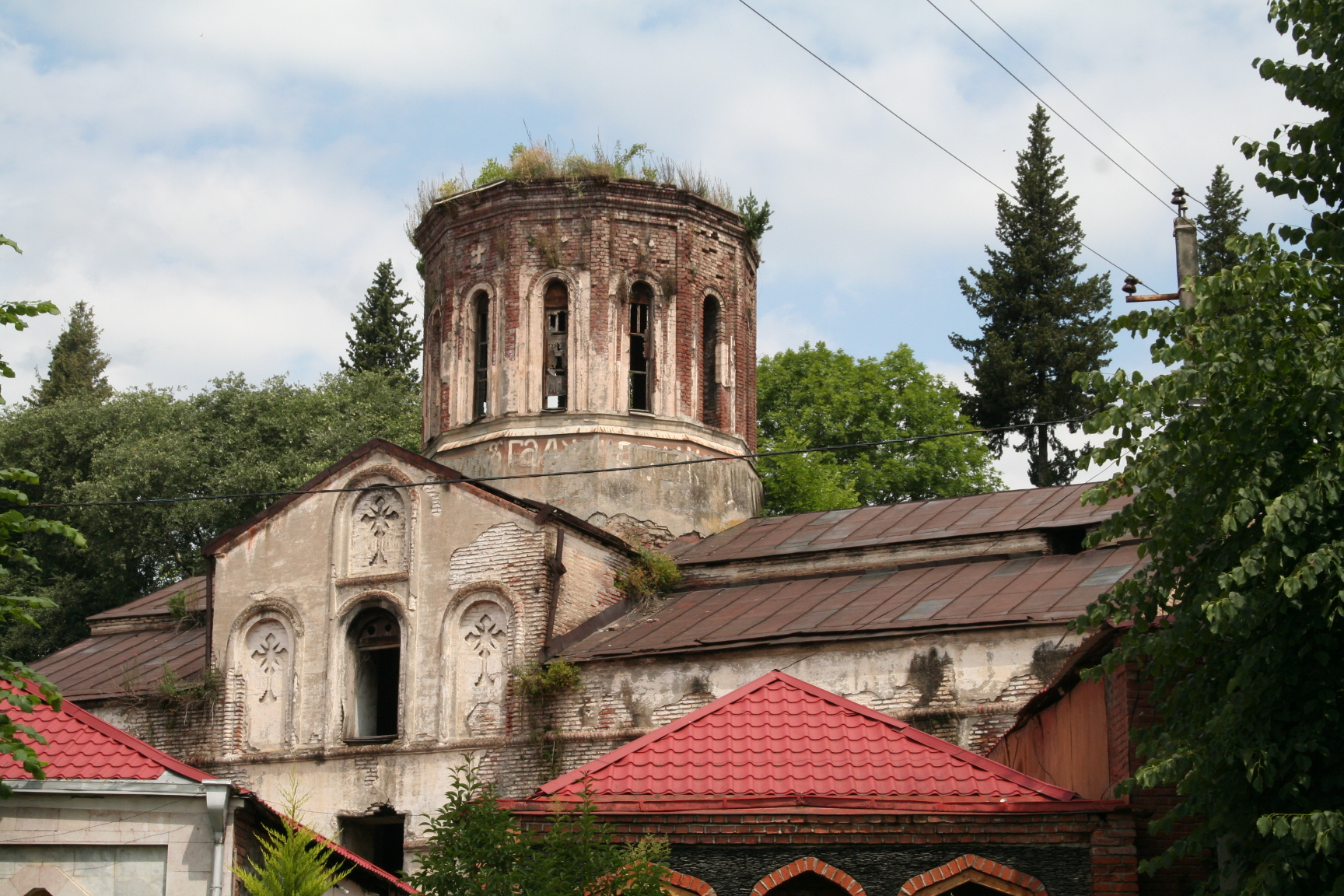
كنيسة أرمنية في مدينة زقالة
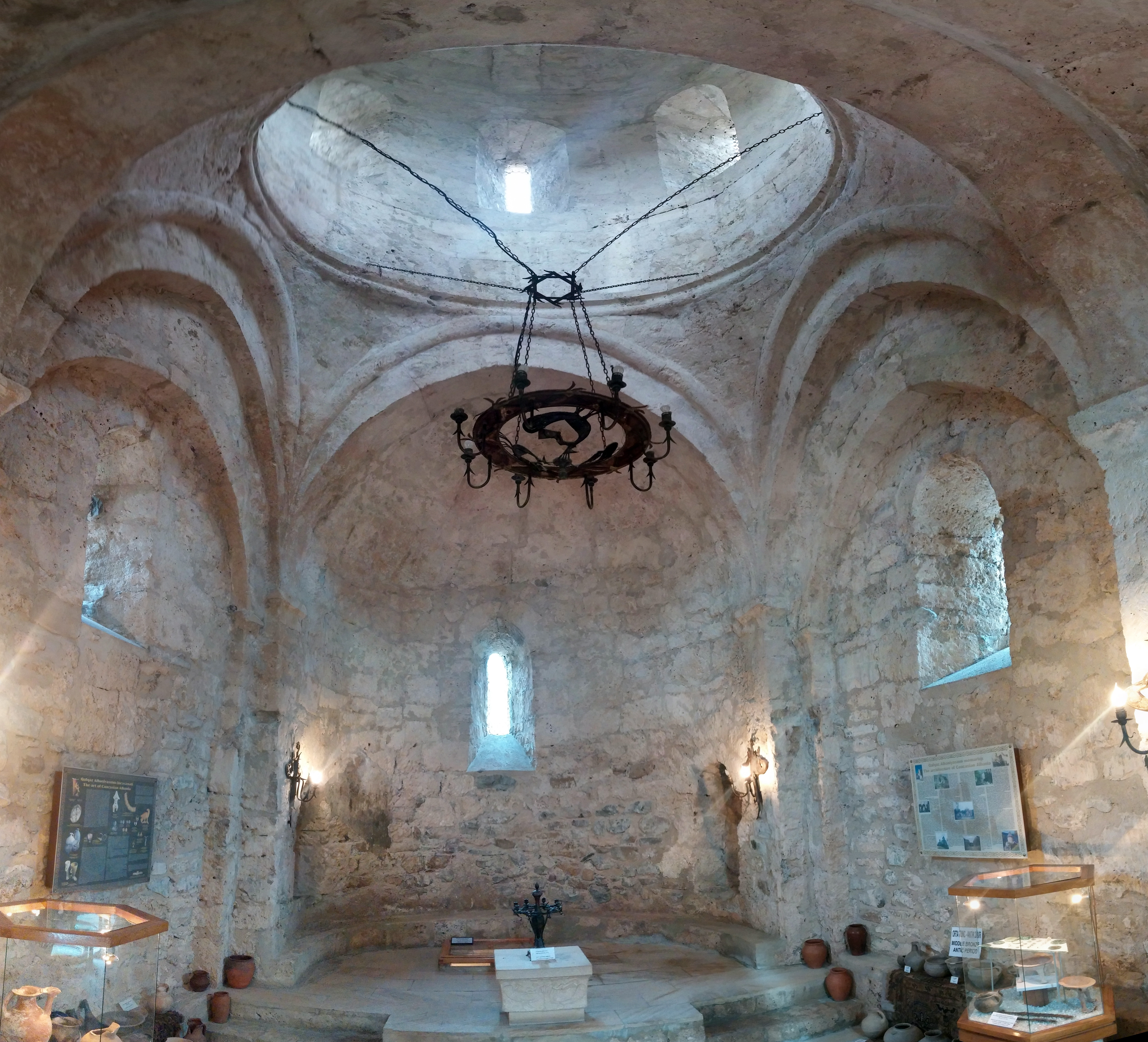
داخل كنيسة ألبانية قوقازية في كيش
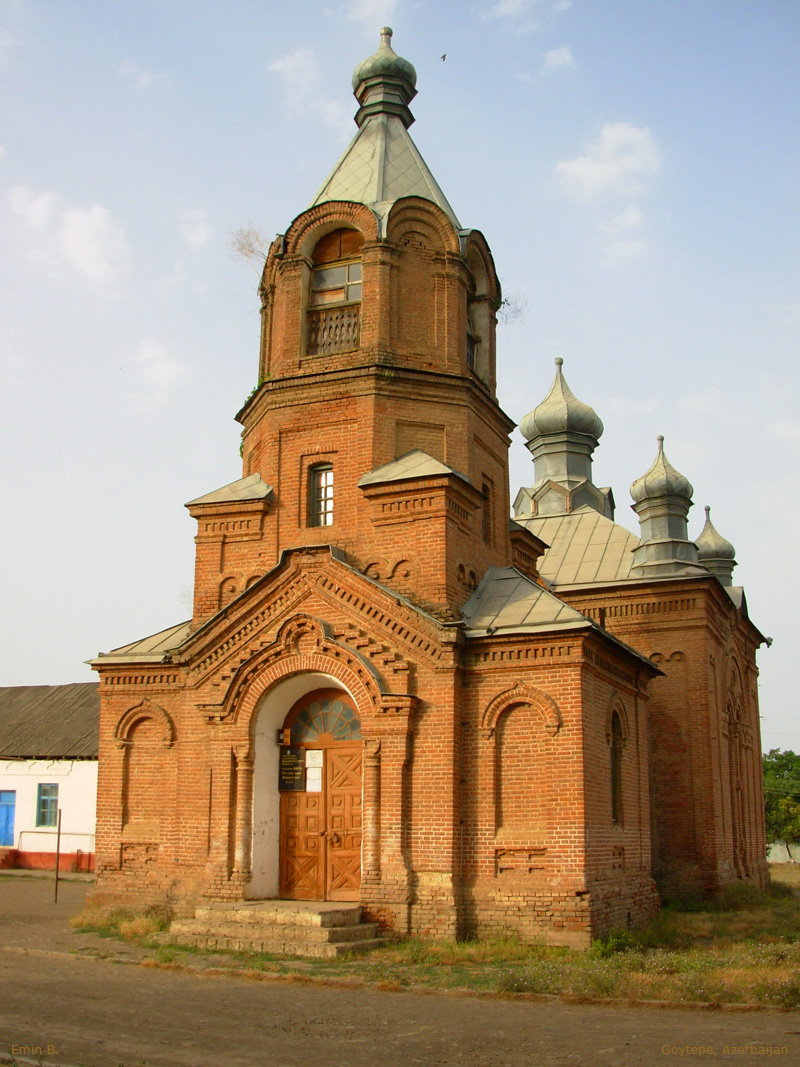
كنيسة روسية أرثوذكسية في جيتابيه
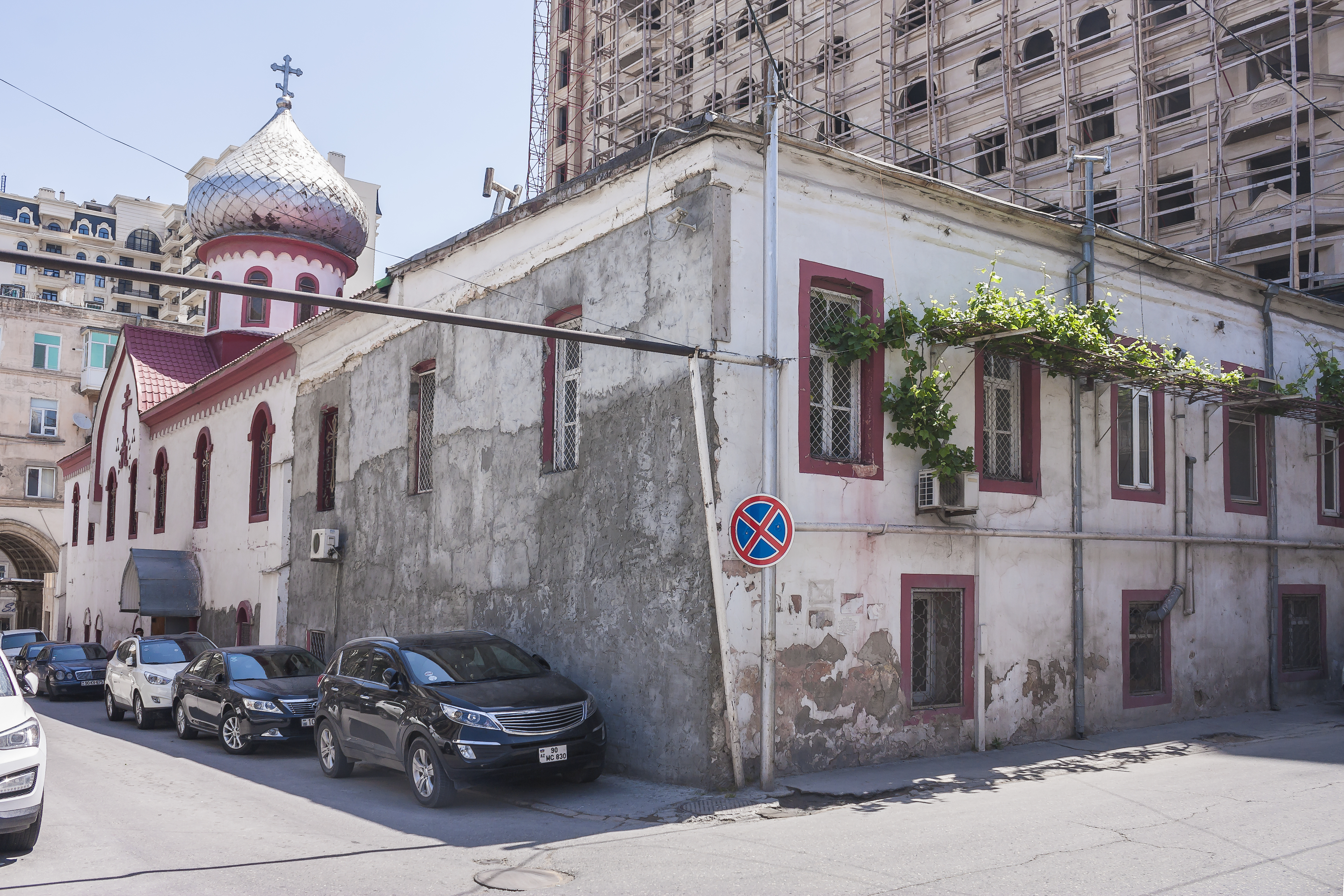
كنيسة القديس ميخائيل في باكو
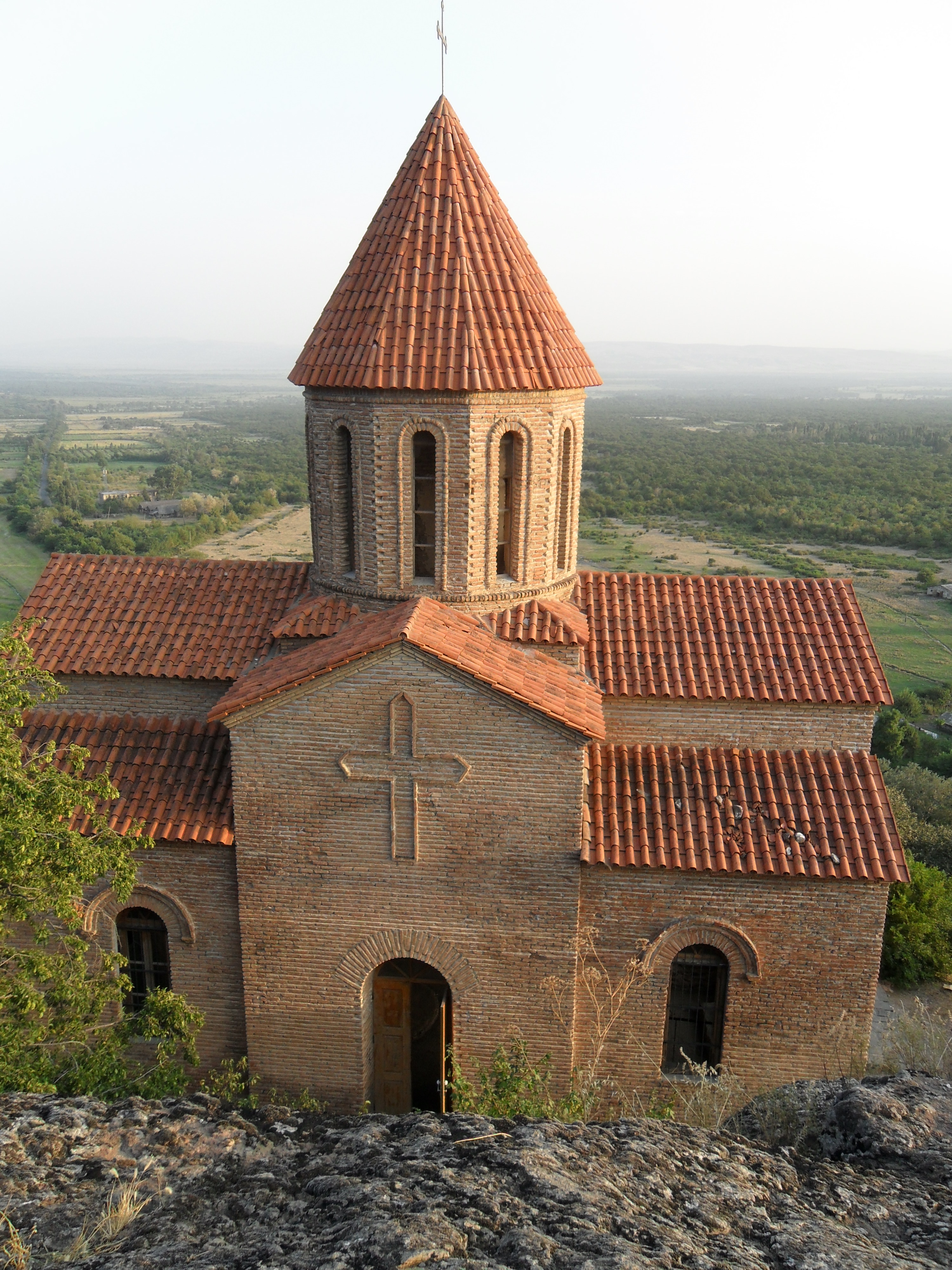
كنيسة الكرموخي الجورجية الأرثوذكسية في مقاطعة قاخ
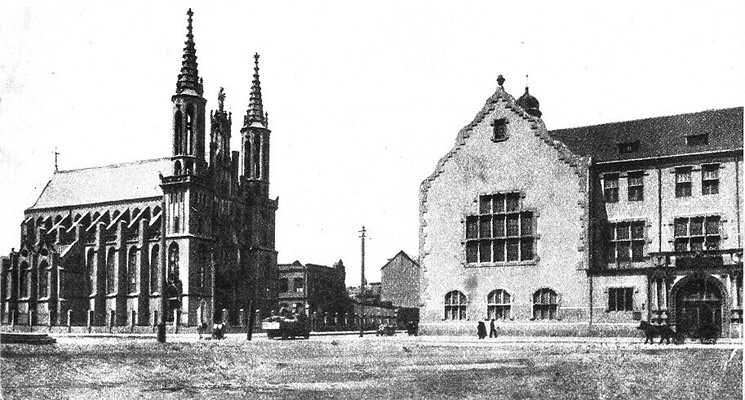
صورة تاريخية لكاتدرائية الحبل بلا دنس الكاثوليكية في باكو
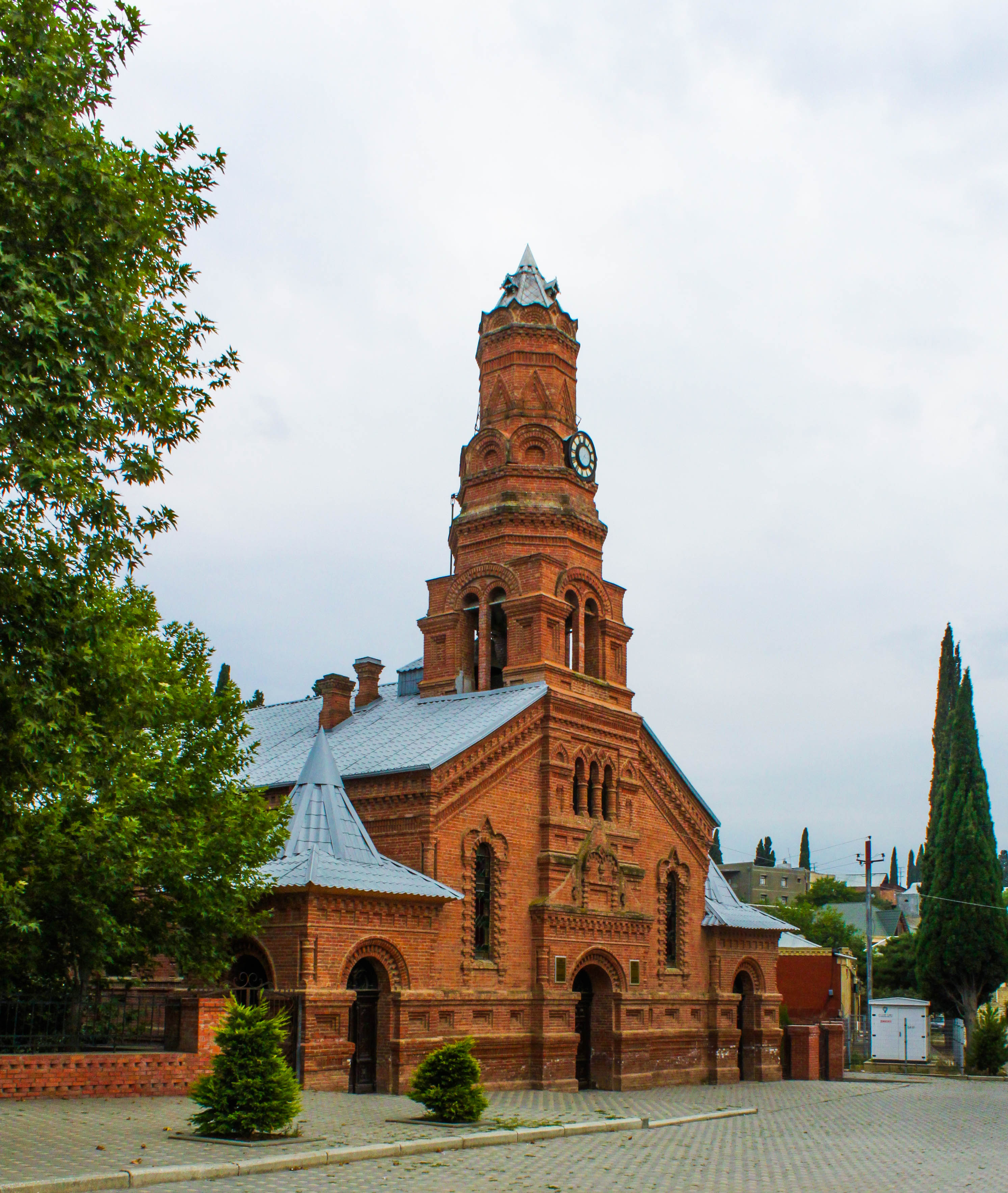
الكنيسة اللوثرية في كنجه

## مواقع خارجية
- Adherents.com - Religion by Location: Azerbaijan
- Fahlbusch، Erwin، المحرر (1999)، "Azerbaijan"، Encyclopedia of Christianity، Grand Rapids: Wm. B. Eerdmans، ج. 1، ص. 175–176، ISBN:0802824137